# Ле Гранд тема
Те́ма ле Гранд — тема в шаховій композиції ортодоксального жанру. Суть теми — переміна функцій ходів білих фігур з чергуванням загрози і мату у варіанті на один і той же захист чорних.

## Історія
Цю ідею запропонували в 1959 році шахові композитори з Нідерландів брати-близнюки Піт ле Гранд (08.06.1935) і Хенк ле Гранд (08.06.1935).
В задачі після хибного ходу виникає загроза мату (A), i на захист чорних від цієї загрози проходить мат (B), який в рішенні стає загрозою. На той же захист від загрози (B) у варіанті проходить мат(А), який в хибній грі був загрозою мату чорному королю.
Ідея дістала назву — тема ле Гранд. В 1978—1979 роках німецький журнал «Di Schwalbe» провів тематичний конкурс. Ще існує тема псевдо-ле Гранд, а також циклічна форма теми ле Гранд — вона має назву українська тема. Тема ле Гранд є складовою  ідей — комбінації Бурмістрова, комбінації Дячука, комбінації Лендера.
Алгоритм вираження теми ле Гранд:
1. X? ~ 2. A # 1. ... a 2. B #
1. Y!  ~ 2. B # 1. ... a 2. A #
|   | a | b | c | d | e | f | g | h |   |
| 8 | c8 біла тура · b6 білий кінь · c6 чорний пішак · d6 чорний пішак · h6 чорна тура · a5 білий король · b5 білий пішак · c5 чорний король · f5 білий слон · g5 білий кінь · a4 білий пішак · d4 чорний пішак · f4 біла тура · d3 білий пішак · h2 білий слон · h1 чорний слон | c8 біла тура · b6 білий кінь · c6 чорний пішак · d6 чорний пішак · h6 чорна тура · a5 білий король · b5 білий пішак · c5 чорний король · f5 білий слон · g5 білий кінь · a4 білий пішак · d4 чорний пішак · f4 біла тура · d3 білий пішак · h2 білий слон · h1 чорний слон | c8 біла тура · b6 білий кінь · c6 чорний пішак · d6 чорний пішак · h6 чорна тура · a5 білий король · b5 білий пішак · c5 чорний король · f5 білий слон · g5 білий кінь · a4 білий пішак · d4 чорний пішак · f4 біла тура · d3 білий пішак · h2 білий слон · h1 чорний слон | c8 біла тура · b6 білий кінь · c6 чорний пішак · d6 чорний пішак · h6 чорна тура · a5 білий король · b5 білий пішак · c5 чорний король · f5 білий слон · g5 білий кінь · a4 білий пішак · d4 чорний пішак · f4 біла тура · d3 білий пішак · h2 білий слон · h1 чорний слон | c8 біла тура · b6 білий кінь · c6 чорний пішак · d6 чорний пішак · h6 чорна тура · a5 білий король · b5 білий пішак · c5 чорний король · f5 білий слон · g5 білий кінь · a4 білий пішак · d4 чорний пішак · f4 біла тура · d3 білий пішак · h2 білий слон · h1 чорний слон | c8 біла тура · b6 білий кінь · c6 чорний пішак · d6 чорний пішак · h6 чорна тура · a5 білий король · b5 білий пішак · c5 чорний король · f5 білий слон · g5 білий кінь · a4 білий пішак · d4 чорний пішак · f4 біла тура · d3 білий пішак · h2 білий слон · h1 чорний слон | c8 біла тура · b6 білий кінь · c6 чорний пішак · d6 чорний пішак · h6 чорна тура · a5 білий король · b5 білий пішак · c5 чорний король · f5 білий слон · g5 білий кінь · a4 білий пішак · d4 чорний пішак · f4 біла тура · d3 білий пішак · h2 білий слон · h1 чорний слон | c8 біла тура · b6 білий кінь · c6 чорний пішак · d6 чорний пішак · h6 чорна тура · a5 білий король · b5 білий пішак · c5 чорний король · f5 білий слон · g5 білий кінь · a4 білий пішак · d4 чорний пішак · f4 біла тура · d3 білий пішак · h2 білий слон · h1 чорний слон | 8 |
| 7 | c8 біла тура · b6 білий кінь · c6 чорний пішак · d6 чорний пішак · h6 чорна тура · a5 білий король · b5 білий пішак · c5 чорний король · f5 білий слон · g5 білий кінь · a4 білий пішак · d4 чорний пішак · f4 біла тура · d3 білий пішак · h2 білий слон · h1 чорний слон | c8 біла тура · b6 білий кінь · c6 чорний пішак · d6 чорний пішак · h6 чорна тура · a5 білий король · b5 білий пішак · c5 чорний король · f5 білий слон · g5 білий кінь · a4 білий пішак · d4 чорний пішак · f4 біла тура · d3 білий пішак · h2 білий слон · h1 чорний слон | c8 біла тура · b6 білий кінь · c6 чорний пішак · d6 чорний пішак · h6 чорна тура · a5 білий король · b5 білий пішак · c5 чорний король · f5 білий слон · g5 білий кінь · a4 білий пішак · d4 чорний пішак · f4 біла тура · d3 білий пішак · h2 білий слон · h1 чорний слон | c8 біла тура · b6 білий кінь · c6 чорний пішак · d6 чорний пішак · h6 чорна тура · a5 білий король · b5 білий пішак · c5 чорний король · f5 білий слон · g5 білий кінь · a4 білий пішак · d4 чорний пішак · f4 біла тура · d3 білий пішак · h2 білий слон · h1 чорний слон | c8 біла тура · b6 білий кінь · c6 чорний пішак · d6 чорний пішак · h6 чорна тура · a5 білий король · b5 білий пішак · c5 чорний король · f5 білий слон · g5 білий кінь · a4 білий пішак · d4 чорний пішак · f4 біла тура · d3 білий пішак · h2 білий слон · h1 чорний слон | c8 біла тура · b6 білий кінь · c6 чорний пішак · d6 чорний пішак · h6 чорна тура · a5 білий король · b5 білий пішак · c5 чорний король · f5 білий слон · g5 білий кінь · a4 білий пішак · d4 чорний пішак · f4 біла тура · d3 білий пішак · h2 білий слон · h1 чорний слон | c8 біла тура · b6 білий кінь · c6 чорний пішак · d6 чорний пішак · h6 чорна тура · a5 білий король · b5 білий пішак · c5 чорний король · f5 білий слон · g5 білий кінь · a4 білий пішак · d4 чорний пішак · f4 біла тура · d3 білий пішак · h2 білий слон · h1 чорний слон | c8 біла тура · b6 білий кінь · c6 чорний пішак · d6 чорний пішак · h6 чорна тура · a5 білий король · b5 білий пішак · c5 чорний король · f5 білий слон · g5 білий кінь · a4 білий пішак · d4 чорний пішак · f4 біла тура · d3 білий пішак · h2 білий слон · h1 чорний слон | 7 |
| 6 | c8 біла тура · b6 білий кінь · c6 чорний пішак · d6 чорний пішак · h6 чорна тура · a5 білий король · b5 білий пішак · c5 чорний король · f5 білий слон · g5 білий кінь · a4 білий пішак · d4 чорний пішак · f4 біла тура · d3 білий пішак · h2 білий слон · h1 чорний слон | c8 біла тура · b6 білий кінь · c6 чорний пішак · d6 чорний пішак · h6 чорна тура · a5 білий король · b5 білий пішак · c5 чорний король · f5 білий слон · g5 білий кінь · a4 білий пішак · d4 чорний пішак · f4 біла тура · d3 білий пішак · h2 білий слон · h1 чорний слон | c8 біла тура · b6 білий кінь · c6 чорний пішак · d6 чорний пішак · h6 чорна тура · a5 білий король · b5 білий пішак · c5 чорний король · f5 білий слон · g5 білий кінь · a4 білий пішак · d4 чорний пішак · f4 біла тура · d3 білий пішак · h2 білий слон · h1 чорний слон | c8 біла тура · b6 білий кінь · c6 чорний пішак · d6 чорний пішак · h6 чорна тура · a5 білий король · b5 білий пішак · c5 чорний король · f5 білий слон · g5 білий кінь · a4 білий пішак · d4 чорний пішак · f4 біла тура · d3 білий пішак · h2 білий слон · h1 чорний слон | c8 біла тура · b6 білий кінь · c6 чорний пішак · d6 чорний пішак · h6 чорна тура · a5 білий король · b5 білий пішак · c5 чорний король · f5 білий слон · g5 білий кінь · a4 білий пішак · d4 чорний пішак · f4 біла тура · d3 білий пішак · h2 білий слон · h1 чорний слон | c8 біла тура · b6 білий кінь · c6 чорний пішак · d6 чорний пішак · h6 чорна тура · a5 білий король · b5 білий пішак · c5 чорний король · f5 білий слон · g5 білий кінь · a4 білий пішак · d4 чорний пішак · f4 біла тура · d3 білий пішак · h2 білий слон · h1 чорний слон | c8 біла тура · b6 білий кінь · c6 чорний пішак · d6 чорний пішак · h6 чорна тура · a5 білий король · b5 білий пішак · c5 чорний король · f5 білий слон · g5 білий кінь · a4 білий пішак · d4 чорний пішак · f4 біла тура · d3 білий пішак · h2 білий слон · h1 чорний слон | c8 біла тура · b6 білий кінь · c6 чорний пішак · d6 чорний пішак · h6 чорна тура · a5 білий король · b5 білий пішак · c5 чорний король · f5 білий слон · g5 білий кінь · a4 білий пішак · d4 чорний пішак · f4 біла тура · d3 білий пішак · h2 білий слон · h1 чорний слон | 6 |
| 5 | c8 біла тура · b6 білий кінь · c6 чорний пішак · d6 чорний пішак · h6 чорна тура · a5 білий король · b5 білий пішак · c5 чорний король · f5 білий слон · g5 білий кінь · a4 білий пішак · d4 чорний пішак · f4 біла тура · d3 білий пішак · h2 білий слон · h1 чорний слон | c8 біла тура · b6 білий кінь · c6 чорний пішак · d6 чорний пішак · h6 чорна тура · a5 білий король · b5 білий пішак · c5 чорний король · f5 білий слон · g5 білий кінь · a4 білий пішак · d4 чорний пішак · f4 біла тура · d3 білий пішак · h2 білий слон · h1 чорний слон | c8 біла тура · b6 білий кінь · c6 чорний пішак · d6 чорний пішак · h6 чорна тура · a5 білий король · b5 білий пішак · c5 чорний король · f5 білий слон · g5 білий кінь · a4 білий пішак · d4 чорний пішак · f4 біла тура · d3 білий пішак · h2 білий слон · h1 чорний слон | c8 біла тура · b6 білий кінь · c6 чорний пішак · d6 чорний пішак · h6 чорна тура · a5 білий король · b5 білий пішак · c5 чорний король · f5 білий слон · g5 білий кінь · a4 білий пішак · d4 чорний пішак · f4 біла тура · d3 білий пішак · h2 білий слон · h1 чорний слон | c8 біла тура · b6 білий кінь · c6 чорний пішак · d6 чорний пішак · h6 чорна тура · a5 білий король · b5 білий пішак · c5 чорний король · f5 білий слон · g5 білий кінь · a4 білий пішак · d4 чорний пішак · f4 біла тура · d3 білий пішак · h2 білий слон · h1 чорний слон | c8 біла тура · b6 білий кінь · c6 чорний пішак · d6 чорний пішак · h6 чорна тура · a5 білий король · b5 білий пішак · c5 чорний король · f5 білий слон · g5 білий кінь · a4 білий пішак · d4 чорний пішак · f4 біла тура · d3 білий пішак · h2 білий слон · h1 чорний слон | c8 біла тура · b6 білий кінь · c6 чорний пішак · d6 чорний пішак · h6 чорна тура · a5 білий король · b5 білий пішак · c5 чорний король · f5 білий слон · g5 білий кінь · a4 білий пішак · d4 чорний пішак · f4 біла тура · d3 білий пішак · h2 білий слон · h1 чорний слон | c8 біла тура · b6 білий кінь · c6 чорний пішак · d6 чорний пішак · h6 чорна тура · a5 білий король · b5 білий пішак · c5 чорний король · f5 білий слон · g5 білий кінь · a4 білий пішак · d4 чорний пішак · f4 біла тура · d3 білий пішак · h2 білий слон · h1 чорний слон | 5 |
| 4 | c8 біла тура · b6 білий кінь · c6 чорний пішак · d6 чорний пішак · h6 чорна тура · a5 білий король · b5 білий пішак · c5 чорний король · f5 білий слон · g5 білий кінь · a4 білий пішак · d4 чорний пішак · f4 біла тура · d3 білий пішак · h2 білий слон · h1 чорний слон | c8 біла тура · b6 білий кінь · c6 чорний пішак · d6 чорний пішак · h6 чорна тура · a5 білий король · b5 білий пішак · c5 чорний король · f5 білий слон · g5 білий кінь · a4 білий пішак · d4 чорний пішак · f4 біла тура · d3 білий пішак · h2 білий слон · h1 чорний слон | c8 біла тура · b6 білий кінь · c6 чорний пішак · d6 чорний пішак · h6 чорна тура · a5 білий король · b5 білий пішак · c5 чорний король · f5 білий слон · g5 білий кінь · a4 білий пішак · d4 чорний пішак · f4 біла тура · d3 білий пішак · h2 білий слон · h1 чорний слон | c8 біла тура · b6 білий кінь · c6 чорний пішак · d6 чорний пішак · h6 чорна тура · a5 білий король · b5 білий пішак · c5 чорний король · f5 білий слон · g5 білий кінь · a4 білий пішак · d4 чорний пішак · f4 біла тура · d3 білий пішак · h2 білий слон · h1 чорний слон | c8 біла тура · b6 білий кінь · c6 чорний пішак · d6 чорний пішак · h6 чорна тура · a5 білий король · b5 білий пішак · c5 чорний король · f5 білий слон · g5 білий кінь · a4 білий пішак · d4 чорний пішак · f4 біла тура · d3 білий пішак · h2 білий слон · h1 чорний слон | c8 біла тура · b6 білий кінь · c6 чорний пішак · d6 чорний пішак · h6 чорна тура · a5 білий король · b5 білий пішак · c5 чорний король · f5 білий слон · g5 білий кінь · a4 білий пішак · d4 чорний пішак · f4 біла тура · d3 білий пішак · h2 білий слон · h1 чорний слон | c8 біла тура · b6 білий кінь · c6 чорний пішак · d6 чорний пішак · h6 чорна тура · a5 білий король · b5 білий пішак · c5 чорний король · f5 білий слон · g5 білий кінь · a4 білий пішак · d4 чорний пішак · f4 біла тура · d3 білий пішак · h2 білий слон · h1 чорний слон | c8 біла тура · b6 білий кінь · c6 чорний пішак · d6 чорний пішак · h6 чорна тура · a5 білий король · b5 білий пішак · c5 чорний король · f5 білий слон · g5 білий кінь · a4 білий пішак · d4 чорний пішак · f4 біла тура · d3 білий пішак · h2 білий слон · h1 чорний слон | 4 |
| 3 | c8 біла тура · b6 білий кінь · c6 чорний пішак · d6 чорний пішак · h6 чорна тура · a5 білий король · b5 білий пішак · c5 чорний король · f5 білий слон · g5 білий кінь · a4 білий пішак · d4 чорний пішак · f4 біла тура · d3 білий пішак · h2 білий слон · h1 чорний слон | c8 біла тура · b6 білий кінь · c6 чорний пішак · d6 чорний пішак · h6 чорна тура · a5 білий король · b5 білий пішак · c5 чорний король · f5 білий слон · g5 білий кінь · a4 білий пішак · d4 чорний пішак · f4 біла тура · d3 білий пішак · h2 білий слон · h1 чорний слон | c8 біла тура · b6 білий кінь · c6 чорний пішак · d6 чорний пішак · h6 чорна тура · a5 білий король · b5 білий пішак · c5 чорний король · f5 білий слон · g5 білий кінь · a4 білий пішак · d4 чорний пішак · f4 біла тура · d3 білий пішак · h2 білий слон · h1 чорний слон | c8 біла тура · b6 білий кінь · c6 чорний пішак · d6 чорний пішак · h6 чорна тура · a5 білий король · b5 білий пішак · c5 чорний король · f5 білий слон · g5 білий кінь · a4 білий пішак · d4 чорний пішак · f4 біла тура · d3 білий пішак · h2 білий слон · h1 чорний слон | c8 біла тура · b6 білий кінь · c6 чорний пішак · d6 чорний пішак · h6 чорна тура · a5 білий король · b5 білий пішак · c5 чорний король · f5 білий слон · g5 білий кінь · a4 білий пішак · d4 чорний пішак · f4 біла тура · d3 білий пішак · h2 білий слон · h1 чорний слон | c8 біла тура · b6 білий кінь · c6 чорний пішак · d6 чорний пішак · h6 чорна тура · a5 білий король · b5 білий пішак · c5 чорний король · f5 білий слон · g5 білий кінь · a4 білий пішак · d4 чорний пішак · f4 біла тура · d3 білий пішак · h2 білий слон · h1 чорний слон | c8 біла тура · b6 білий кінь · c6 чорний пішак · d6 чорний пішак · h6 чорна тура · a5 білий король · b5 білий пішак · c5 чорний король · f5 білий слон · g5 білий кінь · a4 білий пішак · d4 чорний пішак · f4 біла тура · d3 білий пішак · h2 білий слон · h1 чорний слон | c8 біла тура · b6 білий кінь · c6 чорний пішак · d6 чорний пішак · h6 чорна тура · a5 білий король · b5 білий пішак · c5 чорний король · f5 білий слон · g5 білий кінь · a4 білий пішак · d4 чорний пішак · f4 біла тура · d3 білий пішак · h2 білий слон · h1 чорний слон | 3 |
| 2 | c8 біла тура · b6 білий кінь · c6 чорний пішак · d6 чорний пішак · h6 чорна тура · a5 білий король · b5 білий пішак · c5 чорний король · f5 білий слон · g5 білий кінь · a4 білий пішак · d4 чорний пішак · f4 біла тура · d3 білий пішак · h2 білий слон · h1 чорний слон | c8 біла тура · b6 білий кінь · c6 чорний пішак · d6 чорний пішак · h6 чорна тура · a5 білий король · b5 білий пішак · c5 чорний король · f5 білий слон · g5 білий кінь · a4 білий пішак · d4 чорний пішак · f4 біла тура · d3 білий пішак · h2 білий слон · h1 чорний слон | c8 біла тура · b6 білий кінь · c6 чорний пішак · d6 чорний пішак · h6 чорна тура · a5 білий король · b5 білий пішак · c5 чорний король · f5 білий слон · g5 білий кінь · a4 білий пішак · d4 чорний пішак · f4 біла тура · d3 білий пішак · h2 білий слон · h1 чорний слон | c8 біла тура · b6 білий кінь · c6 чорний пішак · d6 чорний пішак · h6 чорна тура · a5 білий король · b5 білий пішак · c5 чорний король · f5 білий слон · g5 білий кінь · a4 білий пішак · d4 чорний пішак · f4 біла тура · d3 білий пішак · h2 білий слон · h1 чорний слон | c8 біла тура · b6 білий кінь · c6 чорний пішак · d6 чорний пішак · h6 чорна тура · a5 білий король · b5 білий пішак · c5 чорний король · f5 білий слон · g5 білий кінь · a4 білий пішак · d4 чорний пішак · f4 біла тура · d3 білий пішак · h2 білий слон · h1 чорний слон | c8 біла тура · b6 білий кінь · c6 чорний пішак · d6 чорний пішак · h6 чорна тура · a5 білий король · b5 білий пішак · c5 чорний король · f5 білий слон · g5 білий кінь · a4 білий пішак · d4 чорний пішак · f4 біла тура · d3 білий пішак · h2 білий слон · h1 чорний слон | c8 біла тура · b6 білий кінь · c6 чорний пішак · d6 чорний пішак · h6 чорна тура · a5 білий король · b5 білий пішак · c5 чорний король · f5 білий слон · g5 білий кінь · a4 білий пішак · d4 чорний пішак · f4 біла тура · d3 білий пішак · h2 білий слон · h1 чорний слон | c8 біла тура · b6 білий кінь · c6 чорний пішак · d6 чорний пішак · h6 чорна тура · a5 білий король · b5 білий пішак · c5 чорний король · f5 білий слон · g5 білий кінь · a4 білий пішак · d4 чорний пішак · f4 біла тура · d3 білий пішак · h2 білий слон · h1 чорний слон | 2 |
| 1 | c8 біла тура · b6 білий кінь · c6 чорний пішак · d6 чорний пішак · h6 чорна тура · a5 білий король · b5 білий пішак · c5 чорний король · f5 білий слон · g5 білий кінь · a4 білий пішак · d4 чорний пішак · f4 біла тура · d3 білий пішак · h2 білий слон · h1 чорний слон | c8 біла тура · b6 білий кінь · c6 чорний пішак · d6 чорний пішак · h6 чорна тура · a5 білий король · b5 білий пішак · c5 чорний король · f5 білий слон · g5 білий кінь · a4 білий пішак · d4 чорний пішак · f4 біла тура · d3 білий пішак · h2 білий слон · h1 чорний слон | c8 біла тура · b6 білий кінь · c6 чорний пішак · d6 чорний пішак · h6 чорна тура · a5 білий король · b5 білий пішак · c5 чорний король · f5 білий слон · g5 білий кінь · a4 білий пішак · d4 чорний пішак · f4 біла тура · d3 білий пішак · h2 білий слон · h1 чорний слон | c8 біла тура · b6 білий кінь · c6 чорний пішак · d6 чорний пішак · h6 чорна тура · a5 білий король · b5 білий пішак · c5 чорний король · f5 білий слон · g5 білий кінь · a4 білий пішак · d4 чорний пішак · f4 біла тура · d3 білий пішак · h2 білий слон · h1 чорний слон | c8 біла тура · b6 білий кінь · c6 чорний пішак · d6 чорний пішак · h6 чорна тура · a5 білий король · b5 білий пішак · c5 чорний король · f5 білий слон · g5 білий кінь · a4 білий пішак · d4 чорний пішак · f4 біла тура · d3 білий пішак · h2 білий слон · h1 чорний слон | c8 біла тура · b6 білий кінь · c6 чорний пішак · d6 чорний пішак · h6 чорна тура · a5 білий король · b5 білий пішак · c5 чорний король · f5 білий слон · g5 білий кінь · a4 білий пішак · d4 чорний пішак · f4 біла тура · d3 білий пішак · h2 білий слон · h1 чорний слон | c8 біла тура · b6 білий кінь · c6 чорний пішак · d6 чорний пішак · h6 чорна тура · a5 білий король · b5 білий пішак · c5 чорний король · f5 білий слон · g5 білий кінь · a4 білий пішак · d4 чорний пішак · f4 біла тура · d3 білий пішак · h2 білий слон · h1 чорний слон | c8 біла тура · b6 білий кінь · c6 чорний пішак · d6 чорний пішак · h6 чорна тура · a5 білий король · b5 білий пішак · c5 чорний король · f5 білий слон · g5 білий кінь · a4 білий пішак · d4 чорний пішак · f4 біла тура · d3 білий пішак · h2 білий слон · h1 чорний слон | 1 |
|   | a | b | c | d | e | f | g | h |   |

FEN: 2R5/8/1Npp3r/KPk2BN1/P2p1R2/3P4/7B/7b
1. Be6? ~ 2. Sd7# (A), 1. ... d5 (a) 2. Rxc6# (B), 1. ... Rh7!
1. Re4! ~ 2. Rxc6# (B), 1. ... d5 (a) 2. Sd7# (A)
- — - — - — -
1. ... Bxe4 2. Sxe4#
|   | a | b | c | d | e | f | g | h |   |
| 8 | a8 чорна тура · e8 чорний король · a7 чорний пішак · b6 білий кінь · d6 білий пішак · b5 біла тура · e5 білий пішак · f5 біла тура · h5 білий король · a4 білий ферзь · b4 білий кінь · g4 білий слон · f1 чорний слон | a8 чорна тура · e8 чорний король · a7 чорний пішак · b6 білий кінь · d6 білий пішак · b5 біла тура · e5 білий пішак · f5 біла тура · h5 білий король · a4 білий ферзь · b4 білий кінь · g4 білий слон · f1 чорний слон | a8 чорна тура · e8 чорний король · a7 чорний пішак · b6 білий кінь · d6 білий пішак · b5 біла тура · e5 білий пішак · f5 біла тура · h5 білий король · a4 білий ферзь · b4 білий кінь · g4 білий слон · f1 чорний слон | a8 чорна тура · e8 чорний король · a7 чорний пішак · b6 білий кінь · d6 білий пішак · b5 біла тура · e5 білий пішак · f5 біла тура · h5 білий король · a4 білий ферзь · b4 білий кінь · g4 білий слон · f1 чорний слон | a8 чорна тура · e8 чорний король · a7 чорний пішак · b6 білий кінь · d6 білий пішак · b5 біла тура · e5 білий пішак · f5 біла тура · h5 білий король · a4 білий ферзь · b4 білий кінь · g4 білий слон · f1 чорний слон | a8 чорна тура · e8 чорний король · a7 чорний пішак · b6 білий кінь · d6 білий пішак · b5 біла тура · e5 білий пішак · f5 біла тура · h5 білий король · a4 білий ферзь · b4 білий кінь · g4 білий слон · f1 чорний слон | a8 чорна тура · e8 чорний король · a7 чорний пішак · b6 білий кінь · d6 білий пішак · b5 біла тура · e5 білий пішак · f5 біла тура · h5 білий король · a4 білий ферзь · b4 білий кінь · g4 білий слон · f1 чорний слон | a8 чорна тура · e8 чорний король · a7 чорний пішак · b6 білий кінь · d6 білий пішак · b5 біла тура · e5 білий пішак · f5 біла тура · h5 білий король · a4 білий ферзь · b4 білий кінь · g4 білий слон · f1 чорний слон | 8 |
| 7 | a8 чорна тура · e8 чорний король · a7 чорний пішак · b6 білий кінь · d6 білий пішак · b5 біла тура · e5 білий пішак · f5 біла тура · h5 білий король · a4 білий ферзь · b4 білий кінь · g4 білий слон · f1 чорний слон | a8 чорна тура · e8 чорний король · a7 чорний пішак · b6 білий кінь · d6 білий пішак · b5 біла тура · e5 білий пішак · f5 біла тура · h5 білий король · a4 білий ферзь · b4 білий кінь · g4 білий слон · f1 чорний слон | a8 чорна тура · e8 чорний король · a7 чорний пішак · b6 білий кінь · d6 білий пішак · b5 біла тура · e5 білий пішак · f5 біла тура · h5 білий король · a4 білий ферзь · b4 білий кінь · g4 білий слон · f1 чорний слон | a8 чорна тура · e8 чорний король · a7 чорний пішак · b6 білий кінь · d6 білий пішак · b5 біла тура · e5 білий пішак · f5 біла тура · h5 білий король · a4 білий ферзь · b4 білий кінь · g4 білий слон · f1 чорний слон | a8 чорна тура · e8 чорний король · a7 чорний пішак · b6 білий кінь · d6 білий пішак · b5 біла тура · e5 білий пішак · f5 біла тура · h5 білий король · a4 білий ферзь · b4 білий кінь · g4 білий слон · f1 чорний слон | a8 чорна тура · e8 чорний король · a7 чорний пішак · b6 білий кінь · d6 білий пішак · b5 біла тура · e5 білий пішак · f5 біла тура · h5 білий король · a4 білий ферзь · b4 білий кінь · g4 білий слон · f1 чорний слон | a8 чорна тура · e8 чорний король · a7 чорний пішак · b6 білий кінь · d6 білий пішак · b5 біла тура · e5 білий пішак · f5 біла тура · h5 білий король · a4 білий ферзь · b4 білий кінь · g4 білий слон · f1 чорний слон | a8 чорна тура · e8 чорний король · a7 чорний пішак · b6 білий кінь · d6 білий пішак · b5 біла тура · e5 білий пішак · f5 біла тура · h5 білий король · a4 білий ферзь · b4 білий кінь · g4 білий слон · f1 чорний слон | 7 |
| 6 | a8 чорна тура · e8 чорний король · a7 чорний пішак · b6 білий кінь · d6 білий пішак · b5 біла тура · e5 білий пішак · f5 біла тура · h5 білий король · a4 білий ферзь · b4 білий кінь · g4 білий слон · f1 чорний слон | a8 чорна тура · e8 чорний король · a7 чорний пішак · b6 білий кінь · d6 білий пішак · b5 біла тура · e5 білий пішак · f5 біла тура · h5 білий король · a4 білий ферзь · b4 білий кінь · g4 білий слон · f1 чорний слон | a8 чорна тура · e8 чорний король · a7 чорний пішак · b6 білий кінь · d6 білий пішак · b5 біла тура · e5 білий пішак · f5 біла тура · h5 білий король · a4 білий ферзь · b4 білий кінь · g4 білий слон · f1 чорний слон | a8 чорна тура · e8 чорний король · a7 чорний пішак · b6 білий кінь · d6 білий пішак · b5 біла тура · e5 білий пішак · f5 біла тура · h5 білий король · a4 білий ферзь · b4 білий кінь · g4 білий слон · f1 чорний слон | a8 чорна тура · e8 чорний король · a7 чорний пішак · b6 білий кінь · d6 білий пішак · b5 біла тура · e5 білий пішак · f5 біла тура · h5 білий король · a4 білий ферзь · b4 білий кінь · g4 білий слон · f1 чорний слон | a8 чорна тура · e8 чорний король · a7 чорний пішак · b6 білий кінь · d6 білий пішак · b5 біла тура · e5 білий пішак · f5 біла тура · h5 білий король · a4 білий ферзь · b4 білий кінь · g4 білий слон · f1 чорний слон | a8 чорна тура · e8 чорний король · a7 чорний пішак · b6 білий кінь · d6 білий пішак · b5 біла тура · e5 білий пішак · f5 біла тура · h5 білий король · a4 білий ферзь · b4 білий кінь · g4 білий слон · f1 чорний слон | a8 чорна тура · e8 чорний король · a7 чорний пішак · b6 білий кінь · d6 білий пішак · b5 біла тура · e5 білий пішак · f5 біла тура · h5 білий король · a4 білий ферзь · b4 білий кінь · g4 білий слон · f1 чорний слон | 6 |
| 5 | a8 чорна тура · e8 чорний король · a7 чорний пішак · b6 білий кінь · d6 білий пішак · b5 біла тура · e5 білий пішак · f5 біла тура · h5 білий король · a4 білий ферзь · b4 білий кінь · g4 білий слон · f1 чорний слон | a8 чорна тура · e8 чорний король · a7 чорний пішак · b6 білий кінь · d6 білий пішак · b5 біла тура · e5 білий пішак · f5 біла тура · h5 білий король · a4 білий ферзь · b4 білий кінь · g4 білий слон · f1 чорний слон | a8 чорна тура · e8 чорний король · a7 чорний пішак · b6 білий кінь · d6 білий пішак · b5 біла тура · e5 білий пішак · f5 біла тура · h5 білий король · a4 білий ферзь · b4 білий кінь · g4 білий слон · f1 чорний слон | a8 чорна тура · e8 чорний король · a7 чорний пішак · b6 білий кінь · d6 білий пішак · b5 біла тура · e5 білий пішак · f5 біла тура · h5 білий король · a4 білий ферзь · b4 білий кінь · g4 білий слон · f1 чорний слон | a8 чорна тура · e8 чорний король · a7 чорний пішак · b6 білий кінь · d6 білий пішак · b5 біла тура · e5 білий пішак · f5 біла тура · h5 білий король · a4 білий ферзь · b4 білий кінь · g4 білий слон · f1 чорний слон | a8 чорна тура · e8 чорний король · a7 чорний пішак · b6 білий кінь · d6 білий пішак · b5 біла тура · e5 білий пішак · f5 біла тура · h5 білий король · a4 білий ферзь · b4 білий кінь · g4 білий слон · f1 чорний слон | a8 чорна тура · e8 чорний король · a7 чорний пішак · b6 білий кінь · d6 білий пішак · b5 біла тура · e5 білий пішак · f5 біла тура · h5 білий король · a4 білий ферзь · b4 білий кінь · g4 білий слон · f1 чорний слон | a8 чорна тура · e8 чорний король · a7 чорний пішак · b6 білий кінь · d6 білий пішак · b5 біла тура · e5 білий пішак · f5 біла тура · h5 білий король · a4 білий ферзь · b4 білий кінь · g4 білий слон · f1 чорний слон | 5 |
| 4 | a8 чорна тура · e8 чорний король · a7 чорний пішак · b6 білий кінь · d6 білий пішак · b5 біла тура · e5 білий пішак · f5 біла тура · h5 білий король · a4 білий ферзь · b4 білий кінь · g4 білий слон · f1 чорний слон | a8 чорна тура · e8 чорний король · a7 чорний пішак · b6 білий кінь · d6 білий пішак · b5 біла тура · e5 білий пішак · f5 біла тура · h5 білий король · a4 білий ферзь · b4 білий кінь · g4 білий слон · f1 чорний слон | a8 чорна тура · e8 чорний король · a7 чорний пішак · b6 білий кінь · d6 білий пішак · b5 біла тура · e5 білий пішак · f5 біла тура · h5 білий король · a4 білий ферзь · b4 білий кінь · g4 білий слон · f1 чорний слон | a8 чорна тура · e8 чорний король · a7 чорний пішак · b6 білий кінь · d6 білий пішак · b5 біла тура · e5 білий пішак · f5 біла тура · h5 білий король · a4 білий ферзь · b4 білий кінь · g4 білий слон · f1 чорний слон | a8 чорна тура · e8 чорний король · a7 чорний пішак · b6 білий кінь · d6 білий пішак · b5 біла тура · e5 білий пішак · f5 біла тура · h5 білий король · a4 білий ферзь · b4 білий кінь · g4 білий слон · f1 чорний слон | a8 чорна тура · e8 чорний король · a7 чорний пішак · b6 білий кінь · d6 білий пішак · b5 біла тура · e5 білий пішак · f5 біла тура · h5 білий король · a4 білий ферзь · b4 білий кінь · g4 білий слон · f1 чорний слон | a8 чорна тура · e8 чорний король · a7 чорний пішак · b6 білий кінь · d6 білий пішак · b5 біла тура · e5 білий пішак · f5 біла тура · h5 білий король · a4 білий ферзь · b4 білий кінь · g4 білий слон · f1 чорний слон | a8 чорна тура · e8 чорний король · a7 чорний пішак · b6 білий кінь · d6 білий пішак · b5 біла тура · e5 білий пішак · f5 біла тура · h5 білий король · a4 білий ферзь · b4 білий кінь · g4 білий слон · f1 чорний слон | 4 |
| 3 | a8 чорна тура · e8 чорний король · a7 чорний пішак · b6 білий кінь · d6 білий пішак · b5 біла тура · e5 білий пішак · f5 біла тура · h5 білий король · a4 білий ферзь · b4 білий кінь · g4 білий слон · f1 чорний слон | a8 чорна тура · e8 чорний король · a7 чорний пішак · b6 білий кінь · d6 білий пішак · b5 біла тура · e5 білий пішак · f5 біла тура · h5 білий король · a4 білий ферзь · b4 білий кінь · g4 білий слон · f1 чорний слон | a8 чорна тура · e8 чорний король · a7 чорний пішак · b6 білий кінь · d6 білий пішак · b5 біла тура · e5 білий пішак · f5 біла тура · h5 білий король · a4 білий ферзь · b4 білий кінь · g4 білий слон · f1 чорний слон | a8 чорна тура · e8 чорний король · a7 чорний пішак · b6 білий кінь · d6 білий пішак · b5 біла тура · e5 білий пішак · f5 біла тура · h5 білий король · a4 білий ферзь · b4 білий кінь · g4 білий слон · f1 чорний слон | a8 чорна тура · e8 чорний король · a7 чорний пішак · b6 білий кінь · d6 білий пішак · b5 біла тура · e5 білий пішак · f5 біла тура · h5 білий король · a4 білий ферзь · b4 білий кінь · g4 білий слон · f1 чорний слон | a8 чорна тура · e8 чорний король · a7 чорний пішак · b6 білий кінь · d6 білий пішак · b5 біла тура · e5 білий пішак · f5 біла тура · h5 білий король · a4 білий ферзь · b4 білий кінь · g4 білий слон · f1 чорний слон | a8 чорна тура · e8 чорний король · a7 чорний пішак · b6 білий кінь · d6 білий пішак · b5 біла тура · e5 білий пішак · f5 біла тура · h5 білий король · a4 білий ферзь · b4 білий кінь · g4 білий слон · f1 чорний слон | a8 чорна тура · e8 чорний король · a7 чорний пішак · b6 білий кінь · d6 білий пішак · b5 біла тура · e5 білий пішак · f5 біла тура · h5 білий король · a4 білий ферзь · b4 білий кінь · g4 білий слон · f1 чорний слон | 3 |
| 2 | a8 чорна тура · e8 чорний король · a7 чорний пішак · b6 білий кінь · d6 білий пішак · b5 біла тура · e5 білий пішак · f5 біла тура · h5 білий король · a4 білий ферзь · b4 білий кінь · g4 білий слон · f1 чорний слон | a8 чорна тура · e8 чорний король · a7 чорний пішак · b6 білий кінь · d6 білий пішак · b5 біла тура · e5 білий пішак · f5 біла тура · h5 білий король · a4 білий ферзь · b4 білий кінь · g4 білий слон · f1 чорний слон | a8 чорна тура · e8 чорний король · a7 чорний пішак · b6 білий кінь · d6 білий пішак · b5 біла тура · e5 білий пішак · f5 біла тура · h5 білий король · a4 білий ферзь · b4 білий кінь · g4 білий слон · f1 чорний слон | a8 чорна тура · e8 чорний король · a7 чорний пішак · b6 білий кінь · d6 білий пішак · b5 біла тура · e5 білий пішак · f5 біла тура · h5 білий король · a4 білий ферзь · b4 білий кінь · g4 білий слон · f1 чорний слон | a8 чорна тура · e8 чорний король · a7 чорний пішак · b6 білий кінь · d6 білий пішак · b5 біла тура · e5 білий пішак · f5 біла тура · h5 білий король · a4 білий ферзь · b4 білий кінь · g4 білий слон · f1 чорний слон | a8 чорна тура · e8 чорний король · a7 чорний пішак · b6 білий кінь · d6 білий пішак · b5 біла тура · e5 білий пішак · f5 біла тура · h5 білий король · a4 білий ферзь · b4 білий кінь · g4 білий слон · f1 чорний слон | a8 чорна тура · e8 чорний король · a7 чорний пішак · b6 білий кінь · d6 білий пішак · b5 біла тура · e5 білий пішак · f5 біла тура · h5 білий король · a4 білий ферзь · b4 білий кінь · g4 білий слон · f1 чорний слон | a8 чорна тура · e8 чорний король · a7 чорний пішак · b6 білий кінь · d6 білий пішак · b5 біла тура · e5 білий пішак · f5 біла тура · h5 білий король · a4 білий ферзь · b4 білий кінь · g4 білий слон · f1 чорний слон | 2 |
| 1 | a8 чорна тура · e8 чорний король · a7 чорний пішак · b6 білий кінь · d6 білий пішак · b5 біла тура · e5 білий пішак · f5 біла тура · h5 білий король · a4 білий ферзь · b4 білий кінь · g4 білий слон · f1 чорний слон | a8 чорна тура · e8 чорний король · a7 чорний пішак · b6 білий кінь · d6 білий пішак · b5 біла тура · e5 білий пішак · f5 біла тура · h5 білий король · a4 білий ферзь · b4 білий кінь · g4 білий слон · f1 чорний слон | a8 чорна тура · e8 чорний король · a7 чорний пішак · b6 білий кінь · d6 білий пішак · b5 біла тура · e5 білий пішак · f5 біла тура · h5 білий король · a4 білий ферзь · b4 білий кінь · g4 білий слон · f1 чорний слон | a8 чорна тура · e8 чорний король · a7 чорний пішак · b6 білий кінь · d6 білий пішак · b5 біла тура · e5 білий пішак · f5 біла тура · h5 білий король · a4 білий ферзь · b4 білий кінь · g4 білий слон · f1 чорний слон | a8 чорна тура · e8 чорний король · a7 чорний пішак · b6 білий кінь · d6 білий пішак · b5 біла тура · e5 білий пішак · f5 біла тура · h5 білий король · a4 білий ферзь · b4 білий кінь · g4 білий слон · f1 чорний слон | a8 чорна тура · e8 чорний король · a7 чорний пішак · b6 білий кінь · d6 білий пішак · b5 біла тура · e5 білий пішак · f5 біла тура · h5 білий король · a4 білий ферзь · b4 білий кінь · g4 білий слон · f1 чорний слон | a8 чорна тура · e8 чорний король · a7 чорний пішак · b6 білий кінь · d6 білий пішак · b5 біла тура · e5 білий пішак · f5 біла тура · h5 білий король · a4 білий ферзь · b4 білий кінь · g4 білий слон · f1 чорний слон | a8 чорна тура · e8 чорний король · a7 чорний пішак · b6 білий кінь · d6 білий пішак · b5 біла тура · e5 білий пішак · f5 біла тура · h5 білий король · a4 білий ферзь · b4 білий кінь · g4 білий слон · f1 чорний слон | 1 |
|   | a | b | c | d | e | f | g | h |   |

FEN: r3k3/p7/1N1P4/1R2PR1K/QN4B1/8/8/5b2
1. Sc4? ~ 2. Rb8# (A), 1. ... 0-0-0 (a) 2. Rf8# (B), 1. ... Rc8!
1. Sd7! ~ 2. Rf8# (B), 1. ... 0-0-0 (a) 2. Rb8# (A)
Для вираження теми оригінально використана рокіровка.

## Синтез з іншими темами
Тема ле Гранд може бути виражена в одному механізмі з іншими темами, що являє собою синтезом тем.
|   | a | b | c | d | e | f | g | h |   |
| 8 | d6 чорний пішак · f6 білий слон · g6 білий слон · a5 чорний ферзь · d5 білий кінь · f5 білий пішак · e4 чорний король · a3 чорний кінь · e3 білий пішак · b2 білий кінь · d2 чорний пішак · d1 білий ферзь · h1 білий король | d6 чорний пішак · f6 білий слон · g6 білий слон · a5 чорний ферзь · d5 білий кінь · f5 білий пішак · e4 чорний король · a3 чорний кінь · e3 білий пішак · b2 білий кінь · d2 чорний пішак · d1 білий ферзь · h1 білий король | d6 чорний пішак · f6 білий слон · g6 білий слон · a5 чорний ферзь · d5 білий кінь · f5 білий пішак · e4 чорний король · a3 чорний кінь · e3 білий пішак · b2 білий кінь · d2 чорний пішак · d1 білий ферзь · h1 білий король | d6 чорний пішак · f6 білий слон · g6 білий слон · a5 чорний ферзь · d5 білий кінь · f5 білий пішак · e4 чорний король · a3 чорний кінь · e3 білий пішак · b2 білий кінь · d2 чорний пішак · d1 білий ферзь · h1 білий король | d6 чорний пішак · f6 білий слон · g6 білий слон · a5 чорний ферзь · d5 білий кінь · f5 білий пішак · e4 чорний король · a3 чорний кінь · e3 білий пішак · b2 білий кінь · d2 чорний пішак · d1 білий ферзь · h1 білий король | d6 чорний пішак · f6 білий слон · g6 білий слон · a5 чорний ферзь · d5 білий кінь · f5 білий пішак · e4 чорний король · a3 чорний кінь · e3 білий пішак · b2 білий кінь · d2 чорний пішак · d1 білий ферзь · h1 білий король | d6 чорний пішак · f6 білий слон · g6 білий слон · a5 чорний ферзь · d5 білий кінь · f5 білий пішак · e4 чорний король · a3 чорний кінь · e3 білий пішак · b2 білий кінь · d2 чорний пішак · d1 білий ферзь · h1 білий король | d6 чорний пішак · f6 білий слон · g6 білий слон · a5 чорний ферзь · d5 білий кінь · f5 білий пішак · e4 чорний король · a3 чорний кінь · e3 білий пішак · b2 білий кінь · d2 чорний пішак · d1 білий ферзь · h1 білий король | 8 |
| 7 | d6 чорний пішак · f6 білий слон · g6 білий слон · a5 чорний ферзь · d5 білий кінь · f5 білий пішак · e4 чорний король · a3 чорний кінь · e3 білий пішак · b2 білий кінь · d2 чорний пішак · d1 білий ферзь · h1 білий король | d6 чорний пішак · f6 білий слон · g6 білий слон · a5 чорний ферзь · d5 білий кінь · f5 білий пішак · e4 чорний король · a3 чорний кінь · e3 білий пішак · b2 білий кінь · d2 чорний пішак · d1 білий ферзь · h1 білий король | d6 чорний пішак · f6 білий слон · g6 білий слон · a5 чорний ферзь · d5 білий кінь · f5 білий пішак · e4 чорний король · a3 чорний кінь · e3 білий пішак · b2 білий кінь · d2 чорний пішак · d1 білий ферзь · h1 білий король | d6 чорний пішак · f6 білий слон · g6 білий слон · a5 чорний ферзь · d5 білий кінь · f5 білий пішак · e4 чорний король · a3 чорний кінь · e3 білий пішак · b2 білий кінь · d2 чорний пішак · d1 білий ферзь · h1 білий король | d6 чорний пішак · f6 білий слон · g6 білий слон · a5 чорний ферзь · d5 білий кінь · f5 білий пішак · e4 чорний король · a3 чорний кінь · e3 білий пішак · b2 білий кінь · d2 чорний пішак · d1 білий ферзь · h1 білий король | d6 чорний пішак · f6 білий слон · g6 білий слон · a5 чорний ферзь · d5 білий кінь · f5 білий пішак · e4 чорний король · a3 чорний кінь · e3 білий пішак · b2 білий кінь · d2 чорний пішак · d1 білий ферзь · h1 білий король | d6 чорний пішак · f6 білий слон · g6 білий слон · a5 чорний ферзь · d5 білий кінь · f5 білий пішак · e4 чорний король · a3 чорний кінь · e3 білий пішак · b2 білий кінь · d2 чорний пішак · d1 білий ферзь · h1 білий король | d6 чорний пішак · f6 білий слон · g6 білий слон · a5 чорний ферзь · d5 білий кінь · f5 білий пішак · e4 чорний король · a3 чорний кінь · e3 білий пішак · b2 білий кінь · d2 чорний пішак · d1 білий ферзь · h1 білий король | 7 |
| 6 | d6 чорний пішак · f6 білий слон · g6 білий слон · a5 чорний ферзь · d5 білий кінь · f5 білий пішак · e4 чорний король · a3 чорний кінь · e3 білий пішак · b2 білий кінь · d2 чорний пішак · d1 білий ферзь · h1 білий король | d6 чорний пішак · f6 білий слон · g6 білий слон · a5 чорний ферзь · d5 білий кінь · f5 білий пішак · e4 чорний король · a3 чорний кінь · e3 білий пішак · b2 білий кінь · d2 чорний пішак · d1 білий ферзь · h1 білий король | d6 чорний пішак · f6 білий слон · g6 білий слон · a5 чорний ферзь · d5 білий кінь · f5 білий пішак · e4 чорний король · a3 чорний кінь · e3 білий пішак · b2 білий кінь · d2 чорний пішак · d1 білий ферзь · h1 білий король | d6 чорний пішак · f6 білий слон · g6 білий слон · a5 чорний ферзь · d5 білий кінь · f5 білий пішак · e4 чорний король · a3 чорний кінь · e3 білий пішак · b2 білий кінь · d2 чорний пішак · d1 білий ферзь · h1 білий король | d6 чорний пішак · f6 білий слон · g6 білий слон · a5 чорний ферзь · d5 білий кінь · f5 білий пішак · e4 чорний король · a3 чорний кінь · e3 білий пішак · b2 білий кінь · d2 чорний пішак · d1 білий ферзь · h1 білий король | d6 чорний пішак · f6 білий слон · g6 білий слон · a5 чорний ферзь · d5 білий кінь · f5 білий пішак · e4 чорний король · a3 чорний кінь · e3 білий пішак · b2 білий кінь · d2 чорний пішак · d1 білий ферзь · h1 білий король | d6 чорний пішак · f6 білий слон · g6 білий слон · a5 чорний ферзь · d5 білий кінь · f5 білий пішак · e4 чорний король · a3 чорний кінь · e3 білий пішак · b2 білий кінь · d2 чорний пішак · d1 білий ферзь · h1 білий король | d6 чорний пішак · f6 білий слон · g6 білий слон · a5 чорний ферзь · d5 білий кінь · f5 білий пішак · e4 чорний король · a3 чорний кінь · e3 білий пішак · b2 білий кінь · d2 чорний пішак · d1 білий ферзь · h1 білий король | 6 |
| 5 | d6 чорний пішак · f6 білий слон · g6 білий слон · a5 чорний ферзь · d5 білий кінь · f5 білий пішак · e4 чорний король · a3 чорний кінь · e3 білий пішак · b2 білий кінь · d2 чорний пішак · d1 білий ферзь · h1 білий король | d6 чорний пішак · f6 білий слон · g6 білий слон · a5 чорний ферзь · d5 білий кінь · f5 білий пішак · e4 чорний король · a3 чорний кінь · e3 білий пішак · b2 білий кінь · d2 чорний пішак · d1 білий ферзь · h1 білий король | d6 чорний пішак · f6 білий слон · g6 білий слон · a5 чорний ферзь · d5 білий кінь · f5 білий пішак · e4 чорний король · a3 чорний кінь · e3 білий пішак · b2 білий кінь · d2 чорний пішак · d1 білий ферзь · h1 білий король | d6 чорний пішак · f6 білий слон · g6 білий слон · a5 чорний ферзь · d5 білий кінь · f5 білий пішак · e4 чорний король · a3 чорний кінь · e3 білий пішак · b2 білий кінь · d2 чорний пішак · d1 білий ферзь · h1 білий король | d6 чорний пішак · f6 білий слон · g6 білий слон · a5 чорний ферзь · d5 білий кінь · f5 білий пішак · e4 чорний король · a3 чорний кінь · e3 білий пішак · b2 білий кінь · d2 чорний пішак · d1 білий ферзь · h1 білий король | d6 чорний пішак · f6 білий слон · g6 білий слон · a5 чорний ферзь · d5 білий кінь · f5 білий пішак · e4 чорний король · a3 чорний кінь · e3 білий пішак · b2 білий кінь · d2 чорний пішак · d1 білий ферзь · h1 білий король | d6 чорний пішак · f6 білий слон · g6 білий слон · a5 чорний ферзь · d5 білий кінь · f5 білий пішак · e4 чорний король · a3 чорний кінь · e3 білий пішак · b2 білий кінь · d2 чорний пішак · d1 білий ферзь · h1 білий король | d6 чорний пішак · f6 білий слон · g6 білий слон · a5 чорний ферзь · d5 білий кінь · f5 білий пішак · e4 чорний король · a3 чорний кінь · e3 білий пішак · b2 білий кінь · d2 чорний пішак · d1 білий ферзь · h1 білий король | 5 |
| 4 | d6 чорний пішак · f6 білий слон · g6 білий слон · a5 чорний ферзь · d5 білий кінь · f5 білий пішак · e4 чорний король · a3 чорний кінь · e3 білий пішак · b2 білий кінь · d2 чорний пішак · d1 білий ферзь · h1 білий король | d6 чорний пішак · f6 білий слон · g6 білий слон · a5 чорний ферзь · d5 білий кінь · f5 білий пішак · e4 чорний король · a3 чорний кінь · e3 білий пішак · b2 білий кінь · d2 чорний пішак · d1 білий ферзь · h1 білий король | d6 чорний пішак · f6 білий слон · g6 білий слон · a5 чорний ферзь · d5 білий кінь · f5 білий пішак · e4 чорний король · a3 чорний кінь · e3 білий пішак · b2 білий кінь · d2 чорний пішак · d1 білий ферзь · h1 білий король | d6 чорний пішак · f6 білий слон · g6 білий слон · a5 чорний ферзь · d5 білий кінь · f5 білий пішак · e4 чорний король · a3 чорний кінь · e3 білий пішак · b2 білий кінь · d2 чорний пішак · d1 білий ферзь · h1 білий король | d6 чорний пішак · f6 білий слон · g6 білий слон · a5 чорний ферзь · d5 білий кінь · f5 білий пішак · e4 чорний король · a3 чорний кінь · e3 білий пішак · b2 білий кінь · d2 чорний пішак · d1 білий ферзь · h1 білий король | d6 чорний пішак · f6 білий слон · g6 білий слон · a5 чорний ферзь · d5 білий кінь · f5 білий пішак · e4 чорний король · a3 чорний кінь · e3 білий пішак · b2 білий кінь · d2 чорний пішак · d1 білий ферзь · h1 білий король | d6 чорний пішак · f6 білий слон · g6 білий слон · a5 чорний ферзь · d5 білий кінь · f5 білий пішак · e4 чорний король · a3 чорний кінь · e3 білий пішак · b2 білий кінь · d2 чорний пішак · d1 білий ферзь · h1 білий король | d6 чорний пішак · f6 білий слон · g6 білий слон · a5 чорний ферзь · d5 білий кінь · f5 білий пішак · e4 чорний король · a3 чорний кінь · e3 білий пішак · b2 білий кінь · d2 чорний пішак · d1 білий ферзь · h1 білий король | 4 |
| 3 | d6 чорний пішак · f6 білий слон · g6 білий слон · a5 чорний ферзь · d5 білий кінь · f5 білий пішак · e4 чорний король · a3 чорний кінь · e3 білий пішак · b2 білий кінь · d2 чорний пішак · d1 білий ферзь · h1 білий король | d6 чорний пішак · f6 білий слон · g6 білий слон · a5 чорний ферзь · d5 білий кінь · f5 білий пішак · e4 чорний король · a3 чорний кінь · e3 білий пішак · b2 білий кінь · d2 чорний пішак · d1 білий ферзь · h1 білий король | d6 чорний пішак · f6 білий слон · g6 білий слон · a5 чорний ферзь · d5 білий кінь · f5 білий пішак · e4 чорний король · a3 чорний кінь · e3 білий пішак · b2 білий кінь · d2 чорний пішак · d1 білий ферзь · h1 білий король | d6 чорний пішак · f6 білий слон · g6 білий слон · a5 чорний ферзь · d5 білий кінь · f5 білий пішак · e4 чорний король · a3 чорний кінь · e3 білий пішак · b2 білий кінь · d2 чорний пішак · d1 білий ферзь · h1 білий король | d6 чорний пішак · f6 білий слон · g6 білий слон · a5 чорний ферзь · d5 білий кінь · f5 білий пішак · e4 чорний король · a3 чорний кінь · e3 білий пішак · b2 білий кінь · d2 чорний пішак · d1 білий ферзь · h1 білий король | d6 чорний пішак · f6 білий слон · g6 білий слон · a5 чорний ферзь · d5 білий кінь · f5 білий пішак · e4 чорний король · a3 чорний кінь · e3 білий пішак · b2 білий кінь · d2 чорний пішак · d1 білий ферзь · h1 білий король | d6 чорний пішак · f6 білий слон · g6 білий слон · a5 чорний ферзь · d5 білий кінь · f5 білий пішак · e4 чорний король · a3 чорний кінь · e3 білий пішак · b2 білий кінь · d2 чорний пішак · d1 білий ферзь · h1 білий король | d6 чорний пішак · f6 білий слон · g6 білий слон · a5 чорний ферзь · d5 білий кінь · f5 білий пішак · e4 чорний король · a3 чорний кінь · e3 білий пішак · b2 білий кінь · d2 чорний пішак · d1 білий ферзь · h1 білий король | 3 |
| 2 | d6 чорний пішак · f6 білий слон · g6 білий слон · a5 чорний ферзь · d5 білий кінь · f5 білий пішак · e4 чорний король · a3 чорний кінь · e3 білий пішак · b2 білий кінь · d2 чорний пішак · d1 білий ферзь · h1 білий король | d6 чорний пішак · f6 білий слон · g6 білий слон · a5 чорний ферзь · d5 білий кінь · f5 білий пішак · e4 чорний король · a3 чорний кінь · e3 білий пішак · b2 білий кінь · d2 чорний пішак · d1 білий ферзь · h1 білий король | d6 чорний пішак · f6 білий слон · g6 білий слон · a5 чорний ферзь · d5 білий кінь · f5 білий пішак · e4 чорний король · a3 чорний кінь · e3 білий пішак · b2 білий кінь · d2 чорний пішак · d1 білий ферзь · h1 білий король | d6 чорний пішак · f6 білий слон · g6 білий слон · a5 чорний ферзь · d5 білий кінь · f5 білий пішак · e4 чорний король · a3 чорний кінь · e3 білий пішак · b2 білий кінь · d2 чорний пішак · d1 білий ферзь · h1 білий король | d6 чорний пішак · f6 білий слон · g6 білий слон · a5 чорний ферзь · d5 білий кінь · f5 білий пішак · e4 чорний король · a3 чорний кінь · e3 білий пішак · b2 білий кінь · d2 чорний пішак · d1 білий ферзь · h1 білий король | d6 чорний пішак · f6 білий слон · g6 білий слон · a5 чорний ферзь · d5 білий кінь · f5 білий пішак · e4 чорний король · a3 чорний кінь · e3 білий пішак · b2 білий кінь · d2 чорний пішак · d1 білий ферзь · h1 білий король | d6 чорний пішак · f6 білий слон · g6 білий слон · a5 чорний ферзь · d5 білий кінь · f5 білий пішак · e4 чорний король · a3 чорний кінь · e3 білий пішак · b2 білий кінь · d2 чорний пішак · d1 білий ферзь · h1 білий король | d6 чорний пішак · f6 білий слон · g6 білий слон · a5 чорний ферзь · d5 білий кінь · f5 білий пішак · e4 чорний король · a3 чорний кінь · e3 білий пішак · b2 білий кінь · d2 чорний пішак · d1 білий ферзь · h1 білий король | 2 |
| 1 | d6 чорний пішак · f6 білий слон · g6 білий слон · a5 чорний ферзь · d5 білий кінь · f5 білий пішак · e4 чорний король · a3 чорний кінь · e3 білий пішак · b2 білий кінь · d2 чорний пішак · d1 білий ферзь · h1 білий король | d6 чорний пішак · f6 білий слон · g6 білий слон · a5 чорний ферзь · d5 білий кінь · f5 білий пішак · e4 чорний король · a3 чорний кінь · e3 білий пішак · b2 білий кінь · d2 чорний пішак · d1 білий ферзь · h1 білий король | d6 чорний пішак · f6 білий слон · g6 білий слон · a5 чорний ферзь · d5 білий кінь · f5 білий пішак · e4 чорний король · a3 чорний кінь · e3 білий пішак · b2 білий кінь · d2 чорний пішак · d1 білий ферзь · h1 білий король | d6 чорний пішак · f6 білий слон · g6 білий слон · a5 чорний ферзь · d5 білий кінь · f5 білий пішак · e4 чорний король · a3 чорний кінь · e3 білий пішак · b2 білий кінь · d2 чорний пішак · d1 білий ферзь · h1 білий король | d6 чорний пішак · f6 білий слон · g6 білий слон · a5 чорний ферзь · d5 білий кінь · f5 білий пішак · e4 чорний король · a3 чорний кінь · e3 білий пішак · b2 білий кінь · d2 чорний пішак · d1 білий ферзь · h1 білий король | d6 чорний пішак · f6 білий слон · g6 білий слон · a5 чорний ферзь · d5 білий кінь · f5 білий пішак · e4 чорний король · a3 чорний кінь · e3 білий пішак · b2 білий кінь · d2 чорний пішак · d1 білий ферзь · h1 білий король | d6 чорний пішак · f6 білий слон · g6 білий слон · a5 чорний ферзь · d5 білий кінь · f5 білий пішак · e4 чорний король · a3 чорний кінь · e3 білий пішак · b2 білий кінь · d2 чорний пішак · d1 білий ферзь · h1 білий король | d6 чорний пішак · f6 білий слон · g6 білий слон · a5 чорний ферзь · d5 білий кінь · f5 білий пішак · e4 чорний король · a3 чорний кінь · e3 білий пішак · b2 білий кінь · d2 чорний пішак · d1 білий ферзь · h1 білий король | 1 |
|   | a | b | c | d | e | f | g | h |   |

FEN: 8/8/3p1BB1/q2N1P2/4k3/n3P3/1N1p4/3Q3K
1. Bh5? ~ 2. Qf3# (A), 1. ... Kxf5 (a) 2. Qg4# (B), 1. ... Kxd5! (b)
1. Bf7? ~ 2. Qg4# (B), 1. ... Kxf5 (a) 2. Qf3#  (A), 1. ... Qd5! (c)
1. Bd4! ~ 2. Sf6#
1. ... Kxd5 (b) 2. Qf3# (A)
1. ... Qd5 (c) 2. Qg4# (B)
- — - — - — -
1. ... Qd8 2. Sc3#
Тема ле Гранд проходить в синтезі з темою Домбровскіса.
|   | a | b | c | d | e | f | g | h |   |
| 8 | g8 чорний слон · c5 біла тура · d5 чорний пішак · e5 чорний пішак · h5 чорний пішак · a4 білий ферзь · b4 чорний пішак · e4 чорний король · e3 білий кінь · g3 білий пішак · b2 чорна тура · c2 білий пішак · e2 біла тура · g2 білий король · a1 білий слон | g8 чорний слон · c5 біла тура · d5 чорний пішак · e5 чорний пішак · h5 чорний пішак · a4 білий ферзь · b4 чорний пішак · e4 чорний король · e3 білий кінь · g3 білий пішак · b2 чорна тура · c2 білий пішак · e2 біла тура · g2 білий король · a1 білий слон | g8 чорний слон · c5 біла тура · d5 чорний пішак · e5 чорний пішак · h5 чорний пішак · a4 білий ферзь · b4 чорний пішак · e4 чорний король · e3 білий кінь · g3 білий пішак · b2 чорна тура · c2 білий пішак · e2 біла тура · g2 білий король · a1 білий слон | g8 чорний слон · c5 біла тура · d5 чорний пішак · e5 чорний пішак · h5 чорний пішак · a4 білий ферзь · b4 чорний пішак · e4 чорний король · e3 білий кінь · g3 білий пішак · b2 чорна тура · c2 білий пішак · e2 біла тура · g2 білий король · a1 білий слон | g8 чорний слон · c5 біла тура · d5 чорний пішак · e5 чорний пішак · h5 чорний пішак · a4 білий ферзь · b4 чорний пішак · e4 чорний король · e3 білий кінь · g3 білий пішак · b2 чорна тура · c2 білий пішак · e2 біла тура · g2 білий король · a1 білий слон | g8 чорний слон · c5 біла тура · d5 чорний пішак · e5 чорний пішак · h5 чорний пішак · a4 білий ферзь · b4 чорний пішак · e4 чорний король · e3 білий кінь · g3 білий пішак · b2 чорна тура · c2 білий пішак · e2 біла тура · g2 білий король · a1 білий слон | g8 чорний слон · c5 біла тура · d5 чорний пішак · e5 чорний пішак · h5 чорний пішак · a4 білий ферзь · b4 чорний пішак · e4 чорний король · e3 білий кінь · g3 білий пішак · b2 чорна тура · c2 білий пішак · e2 біла тура · g2 білий король · a1 білий слон | g8 чорний слон · c5 біла тура · d5 чорний пішак · e5 чорний пішак · h5 чорний пішак · a4 білий ферзь · b4 чорний пішак · e4 чорний король · e3 білий кінь · g3 білий пішак · b2 чорна тура · c2 білий пішак · e2 біла тура · g2 білий король · a1 білий слон | 8 |
| 7 | g8 чорний слон · c5 біла тура · d5 чорний пішак · e5 чорний пішак · h5 чорний пішак · a4 білий ферзь · b4 чорний пішак · e4 чорний король · e3 білий кінь · g3 білий пішак · b2 чорна тура · c2 білий пішак · e2 біла тура · g2 білий король · a1 білий слон | g8 чорний слон · c5 біла тура · d5 чорний пішак · e5 чорний пішак · h5 чорний пішак · a4 білий ферзь · b4 чорний пішак · e4 чорний король · e3 білий кінь · g3 білий пішак · b2 чорна тура · c2 білий пішак · e2 біла тура · g2 білий король · a1 білий слон | g8 чорний слон · c5 біла тура · d5 чорний пішак · e5 чорний пішак · h5 чорний пішак · a4 білий ферзь · b4 чорний пішак · e4 чорний король · e3 білий кінь · g3 білий пішак · b2 чорна тура · c2 білий пішак · e2 біла тура · g2 білий король · a1 білий слон | g8 чорний слон · c5 біла тура · d5 чорний пішак · e5 чорний пішак · h5 чорний пішак · a4 білий ферзь · b4 чорний пішак · e4 чорний король · e3 білий кінь · g3 білий пішак · b2 чорна тура · c2 білий пішак · e2 біла тура · g2 білий король · a1 білий слон | g8 чорний слон · c5 біла тура · d5 чорний пішак · e5 чорний пішак · h5 чорний пішак · a4 білий ферзь · b4 чорний пішак · e4 чорний король · e3 білий кінь · g3 білий пішак · b2 чорна тура · c2 білий пішак · e2 біла тура · g2 білий король · a1 білий слон | g8 чорний слон · c5 біла тура · d5 чорний пішак · e5 чорний пішак · h5 чорний пішак · a4 білий ферзь · b4 чорний пішак · e4 чорний король · e3 білий кінь · g3 білий пішак · b2 чорна тура · c2 білий пішак · e2 біла тура · g2 білий король · a1 білий слон | g8 чорний слон · c5 біла тура · d5 чорний пішак · e5 чорний пішак · h5 чорний пішак · a4 білий ферзь · b4 чорний пішак · e4 чорний король · e3 білий кінь · g3 білий пішак · b2 чорна тура · c2 білий пішак · e2 біла тура · g2 білий король · a1 білий слон | g8 чорний слон · c5 біла тура · d5 чорний пішак · e5 чорний пішак · h5 чорний пішак · a4 білий ферзь · b4 чорний пішак · e4 чорний король · e3 білий кінь · g3 білий пішак · b2 чорна тура · c2 білий пішак · e2 біла тура · g2 білий король · a1 білий слон | 7 |
| 6 | g8 чорний слон · c5 біла тура · d5 чорний пішак · e5 чорний пішак · h5 чорний пішак · a4 білий ферзь · b4 чорний пішак · e4 чорний король · e3 білий кінь · g3 білий пішак · b2 чорна тура · c2 білий пішак · e2 біла тура · g2 білий король · a1 білий слон | g8 чорний слон · c5 біла тура · d5 чорний пішак · e5 чорний пішак · h5 чорний пішак · a4 білий ферзь · b4 чорний пішак · e4 чорний король · e3 білий кінь · g3 білий пішак · b2 чорна тура · c2 білий пішак · e2 біла тура · g2 білий король · a1 білий слон | g8 чорний слон · c5 біла тура · d5 чорний пішак · e5 чорний пішак · h5 чорний пішак · a4 білий ферзь · b4 чорний пішак · e4 чорний король · e3 білий кінь · g3 білий пішак · b2 чорна тура · c2 білий пішак · e2 біла тура · g2 білий король · a1 білий слон | g8 чорний слон · c5 біла тура · d5 чорний пішак · e5 чорний пішак · h5 чорний пішак · a4 білий ферзь · b4 чорний пішак · e4 чорний король · e3 білий кінь · g3 білий пішак · b2 чорна тура · c2 білий пішак · e2 біла тура · g2 білий король · a1 білий слон | g8 чорний слон · c5 біла тура · d5 чорний пішак · e5 чорний пішак · h5 чорний пішак · a4 білий ферзь · b4 чорний пішак · e4 чорний король · e3 білий кінь · g3 білий пішак · b2 чорна тура · c2 білий пішак · e2 біла тура · g2 білий король · a1 білий слон | g8 чорний слон · c5 біла тура · d5 чорний пішак · e5 чорний пішак · h5 чорний пішак · a4 білий ферзь · b4 чорний пішак · e4 чорний король · e3 білий кінь · g3 білий пішак · b2 чорна тура · c2 білий пішак · e2 біла тура · g2 білий король · a1 білий слон | g8 чорний слон · c5 біла тура · d5 чорний пішак · e5 чорний пішак · h5 чорний пішак · a4 білий ферзь · b4 чорний пішак · e4 чорний король · e3 білий кінь · g3 білий пішак · b2 чорна тура · c2 білий пішак · e2 біла тура · g2 білий король · a1 білий слон | g8 чорний слон · c5 біла тура · d5 чорний пішак · e5 чорний пішак · h5 чорний пішак · a4 білий ферзь · b4 чорний пішак · e4 чорний король · e3 білий кінь · g3 білий пішак · b2 чорна тура · c2 білий пішак · e2 біла тура · g2 білий король · a1 білий слон | 6 |
| 5 | g8 чорний слон · c5 біла тура · d5 чорний пішак · e5 чорний пішак · h5 чорний пішак · a4 білий ферзь · b4 чорний пішак · e4 чорний король · e3 білий кінь · g3 білий пішак · b2 чорна тура · c2 білий пішак · e2 біла тура · g2 білий король · a1 білий слон | g8 чорний слон · c5 біла тура · d5 чорний пішак · e5 чорний пішак · h5 чорний пішак · a4 білий ферзь · b4 чорний пішак · e4 чорний король · e3 білий кінь · g3 білий пішак · b2 чорна тура · c2 білий пішак · e2 біла тура · g2 білий король · a1 білий слон | g8 чорний слон · c5 біла тура · d5 чорний пішак · e5 чорний пішак · h5 чорний пішак · a4 білий ферзь · b4 чорний пішак · e4 чорний король · e3 білий кінь · g3 білий пішак · b2 чорна тура · c2 білий пішак · e2 біла тура · g2 білий король · a1 білий слон | g8 чорний слон · c5 біла тура · d5 чорний пішак · e5 чорний пішак · h5 чорний пішак · a4 білий ферзь · b4 чорний пішак · e4 чорний король · e3 білий кінь · g3 білий пішак · b2 чорна тура · c2 білий пішак · e2 біла тура · g2 білий король · a1 білий слон | g8 чорний слон · c5 біла тура · d5 чорний пішак · e5 чорний пішак · h5 чорний пішак · a4 білий ферзь · b4 чорний пішак · e4 чорний король · e3 білий кінь · g3 білий пішак · b2 чорна тура · c2 білий пішак · e2 біла тура · g2 білий король · a1 білий слон | g8 чорний слон · c5 біла тура · d5 чорний пішак · e5 чорний пішак · h5 чорний пішак · a4 білий ферзь · b4 чорний пішак · e4 чорний король · e3 білий кінь · g3 білий пішак · b2 чорна тура · c2 білий пішак · e2 біла тура · g2 білий король · a1 білий слон | g8 чорний слон · c5 біла тура · d5 чорний пішак · e5 чорний пішак · h5 чорний пішак · a4 білий ферзь · b4 чорний пішак · e4 чорний король · e3 білий кінь · g3 білий пішак · b2 чорна тура · c2 білий пішак · e2 біла тура · g2 білий король · a1 білий слон | g8 чорний слон · c5 біла тура · d5 чорний пішак · e5 чорний пішак · h5 чорний пішак · a4 білий ферзь · b4 чорний пішак · e4 чорний король · e3 білий кінь · g3 білий пішак · b2 чорна тура · c2 білий пішак · e2 біла тура · g2 білий король · a1 білий слон | 5 |
| 4 | g8 чорний слон · c5 біла тура · d5 чорний пішак · e5 чорний пішак · h5 чорний пішак · a4 білий ферзь · b4 чорний пішак · e4 чорний король · e3 білий кінь · g3 білий пішак · b2 чорна тура · c2 білий пішак · e2 біла тура · g2 білий король · a1 білий слон | g8 чорний слон · c5 біла тура · d5 чорний пішак · e5 чорний пішак · h5 чорний пішак · a4 білий ферзь · b4 чорний пішак · e4 чорний король · e3 білий кінь · g3 білий пішак · b2 чорна тура · c2 білий пішак · e2 біла тура · g2 білий король · a1 білий слон | g8 чорний слон · c5 біла тура · d5 чорний пішак · e5 чорний пішак · h5 чорний пішак · a4 білий ферзь · b4 чорний пішак · e4 чорний король · e3 білий кінь · g3 білий пішак · b2 чорна тура · c2 білий пішак · e2 біла тура · g2 білий король · a1 білий слон | g8 чорний слон · c5 біла тура · d5 чорний пішак · e5 чорний пішак · h5 чорний пішак · a4 білий ферзь · b4 чорний пішак · e4 чорний король · e3 білий кінь · g3 білий пішак · b2 чорна тура · c2 білий пішак · e2 біла тура · g2 білий король · a1 білий слон | g8 чорний слон · c5 біла тура · d5 чорний пішак · e5 чорний пішак · h5 чорний пішак · a4 білий ферзь · b4 чорний пішак · e4 чорний король · e3 білий кінь · g3 білий пішак · b2 чорна тура · c2 білий пішак · e2 біла тура · g2 білий король · a1 білий слон | g8 чорний слон · c5 біла тура · d5 чорний пішак · e5 чорний пішак · h5 чорний пішак · a4 білий ферзь · b4 чорний пішак · e4 чорний король · e3 білий кінь · g3 білий пішак · b2 чорна тура · c2 білий пішак · e2 біла тура · g2 білий король · a1 білий слон | g8 чорний слон · c5 біла тура · d5 чорний пішак · e5 чорний пішак · h5 чорний пішак · a4 білий ферзь · b4 чорний пішак · e4 чорний король · e3 білий кінь · g3 білий пішак · b2 чорна тура · c2 білий пішак · e2 біла тура · g2 білий король · a1 білий слон | g8 чорний слон · c5 біла тура · d5 чорний пішак · e5 чорний пішак · h5 чорний пішак · a4 білий ферзь · b4 чорний пішак · e4 чорний король · e3 білий кінь · g3 білий пішак · b2 чорна тура · c2 білий пішак · e2 біла тура · g2 білий король · a1 білий слон | 4 |
| 3 | g8 чорний слон · c5 біла тура · d5 чорний пішак · e5 чорний пішак · h5 чорний пішак · a4 білий ферзь · b4 чорний пішак · e4 чорний король · e3 білий кінь · g3 білий пішак · b2 чорна тура · c2 білий пішак · e2 біла тура · g2 білий король · a1 білий слон | g8 чорний слон · c5 біла тура · d5 чорний пішак · e5 чорний пішак · h5 чорний пішак · a4 білий ферзь · b4 чорний пішак · e4 чорний король · e3 білий кінь · g3 білий пішак · b2 чорна тура · c2 білий пішак · e2 біла тура · g2 білий король · a1 білий слон | g8 чорний слон · c5 біла тура · d5 чорний пішак · e5 чорний пішак · h5 чорний пішак · a4 білий ферзь · b4 чорний пішак · e4 чорний король · e3 білий кінь · g3 білий пішак · b2 чорна тура · c2 білий пішак · e2 біла тура · g2 білий король · a1 білий слон | g8 чорний слон · c5 біла тура · d5 чорний пішак · e5 чорний пішак · h5 чорний пішак · a4 білий ферзь · b4 чорний пішак · e4 чорний король · e3 білий кінь · g3 білий пішак · b2 чорна тура · c2 білий пішак · e2 біла тура · g2 білий король · a1 білий слон | g8 чорний слон · c5 біла тура · d5 чорний пішак · e5 чорний пішак · h5 чорний пішак · a4 білий ферзь · b4 чорний пішак · e4 чорний король · e3 білий кінь · g3 білий пішак · b2 чорна тура · c2 білий пішак · e2 біла тура · g2 білий король · a1 білий слон | g8 чорний слон · c5 біла тура · d5 чорний пішак · e5 чорний пішак · h5 чорний пішак · a4 білий ферзь · b4 чорний пішак · e4 чорний король · e3 білий кінь · g3 білий пішак · b2 чорна тура · c2 білий пішак · e2 біла тура · g2 білий король · a1 білий слон | g8 чорний слон · c5 біла тура · d5 чорний пішак · e5 чорний пішак · h5 чорний пішак · a4 білий ферзь · b4 чорний пішак · e4 чорний король · e3 білий кінь · g3 білий пішак · b2 чорна тура · c2 білий пішак · e2 біла тура · g2 білий король · a1 білий слон | g8 чорний слон · c5 біла тура · d5 чорний пішак · e5 чорний пішак · h5 чорний пішак · a4 білий ферзь · b4 чорний пішак · e4 чорний король · e3 білий кінь · g3 білий пішак · b2 чорна тура · c2 білий пішак · e2 біла тура · g2 білий король · a1 білий слон | 3 |
| 2 | g8 чорний слон · c5 біла тура · d5 чорний пішак · e5 чорний пішак · h5 чорний пішак · a4 білий ферзь · b4 чорний пішак · e4 чорний король · e3 білий кінь · g3 білий пішак · b2 чорна тура · c2 білий пішак · e2 біла тура · g2 білий король · a1 білий слон | g8 чорний слон · c5 біла тура · d5 чорний пішак · e5 чорний пішак · h5 чорний пішак · a4 білий ферзь · b4 чорний пішак · e4 чорний король · e3 білий кінь · g3 білий пішак · b2 чорна тура · c2 білий пішак · e2 біла тура · g2 білий король · a1 білий слон | g8 чорний слон · c5 біла тура · d5 чорний пішак · e5 чорний пішак · h5 чорний пішак · a4 білий ферзь · b4 чорний пішак · e4 чорний король · e3 білий кінь · g3 білий пішак · b2 чорна тура · c2 білий пішак · e2 біла тура · g2 білий король · a1 білий слон | g8 чорний слон · c5 біла тура · d5 чорний пішак · e5 чорний пішак · h5 чорний пішак · a4 білий ферзь · b4 чорний пішак · e4 чорний король · e3 білий кінь · g3 білий пішак · b2 чорна тура · c2 білий пішак · e2 біла тура · g2 білий король · a1 білий слон | g8 чорний слон · c5 біла тура · d5 чорний пішак · e5 чорний пішак · h5 чорний пішак · a4 білий ферзь · b4 чорний пішак · e4 чорний король · e3 білий кінь · g3 білий пішак · b2 чорна тура · c2 білий пішак · e2 біла тура · g2 білий король · a1 білий слон | g8 чорний слон · c5 біла тура · d5 чорний пішак · e5 чорний пішак · h5 чорний пішак · a4 білий ферзь · b4 чорний пішак · e4 чорний король · e3 білий кінь · g3 білий пішак · b2 чорна тура · c2 білий пішак · e2 біла тура · g2 білий король · a1 білий слон | g8 чорний слон · c5 біла тура · d5 чорний пішак · e5 чорний пішак · h5 чорний пішак · a4 білий ферзь · b4 чорний пішак · e4 чорний король · e3 білий кінь · g3 білий пішак · b2 чорна тура · c2 білий пішак · e2 біла тура · g2 білий король · a1 білий слон | g8 чорний слон · c5 біла тура · d5 чорний пішак · e5 чорний пішак · h5 чорний пішак · a4 білий ферзь · b4 чорний пішак · e4 чорний король · e3 білий кінь · g3 білий пішак · b2 чорна тура · c2 білий пішак · e2 біла тура · g2 білий король · a1 білий слон | 2 |
| 1 | g8 чорний слон · c5 біла тура · d5 чорний пішак · e5 чорний пішак · h5 чорний пішак · a4 білий ферзь · b4 чорний пішак · e4 чорний король · e3 білий кінь · g3 білий пішак · b2 чорна тура · c2 білий пішак · e2 біла тура · g2 білий король · a1 білий слон | g8 чорний слон · c5 біла тура · d5 чорний пішак · e5 чорний пішак · h5 чорний пішак · a4 білий ферзь · b4 чорний пішак · e4 чорний король · e3 білий кінь · g3 білий пішак · b2 чорна тура · c2 білий пішак · e2 біла тура · g2 білий король · a1 білий слон | g8 чорний слон · c5 біла тура · d5 чорний пішак · e5 чорний пішак · h5 чорний пішак · a4 білий ферзь · b4 чорний пішак · e4 чорний король · e3 білий кінь · g3 білий пішак · b2 чорна тура · c2 білий пішак · e2 біла тура · g2 білий король · a1 білий слон | g8 чорний слон · c5 біла тура · d5 чорний пішак · e5 чорний пішак · h5 чорний пішак · a4 білий ферзь · b4 чорний пішак · e4 чорний король · e3 білий кінь · g3 білий пішак · b2 чорна тура · c2 білий пішак · e2 біла тура · g2 білий король · a1 білий слон | g8 чорний слон · c5 біла тура · d5 чорний пішак · e5 чорний пішак · h5 чорний пішак · a4 білий ферзь · b4 чорний пішак · e4 чорний король · e3 білий кінь · g3 білий пішак · b2 чорна тура · c2 білий пішак · e2 біла тура · g2 білий король · a1 білий слон | g8 чорний слон · c5 біла тура · d5 чорний пішак · e5 чорний пішак · h5 чорний пішак · a4 білий ферзь · b4 чорний пішак · e4 чорний король · e3 білий кінь · g3 білий пішак · b2 чорна тура · c2 білий пішак · e2 біла тура · g2 білий король · a1 білий слон | g8 чорний слон · c5 біла тура · d5 чорний пішак · e5 чорний пішак · h5 чорний пішак · a4 білий ферзь · b4 чорний пішак · e4 чорний король · e3 білий кінь · g3 білий пішак · b2 чорна тура · c2 білий пішак · e2 біла тура · g2 білий король · a1 білий слон | g8 чорний слон · c5 біла тура · d5 чорний пішак · e5 чорний пішак · h5 чорний пішак · a4 білий ферзь · b4 чорний пішак · e4 чорний король · e3 білий кінь · g3 білий пішак · b2 чорна тура · c2 білий пішак · e2 біла тура · g2 білий король · a1 білий слон | 1 |
|   | a | b | c | d | e | f | g | h |   |

FEN: 6b1/8/8/2Rpp2p/Qp2k3/4N1P1/1rP1R1K1/B7
1. ... Kd4 2. Qxb4#
1. ... Rxc2 2. Qxc2#
1. Qd7? ~ 2. Sf5# (A), 1. ... Kd4 2. Rc4# (B)
1. ... Rxc2 2. Qf5#, 1. ... Be6!
1. Qc6! ~ 2. Rc4# (B), 1. ... Kd4 2. Sf5# (A)
1. ... Rxc2 2. Qg6#
Тема ле Гранд проходить на тлі теми Загоруйко.
Ця задача увійшла в Альбом FIDE 1998—2000.
|   | a | b | c | d | e | f | g | h |   |
| 8 | a8 білий кінь · b8 білий слон · d8 біла тура · e8 чорна тура · a7 чорний кінь · d7 чорний пішак · e7 чорний пішак · g7 чорний пішак · e6 чорний король · f6 білий пішак · g6 білий король · h6 білий пішак · b5 чорний пішак · h5 біла тура · c4 чорний ферзь · g4 білий кінь · e3 білий пішак · h3 білий ферзь · a2 білий слон · b2 чорний слон · e2 чорна тура · f2 білий пішак · h2 білий пішак | a8 білий кінь · b8 білий слон · d8 біла тура · e8 чорна тура · a7 чорний кінь · d7 чорний пішак · e7 чорний пішак · g7 чорний пішак · e6 чорний король · f6 білий пішак · g6 білий король · h6 білий пішак · b5 чорний пішак · h5 біла тура · c4 чорний ферзь · g4 білий кінь · e3 білий пішак · h3 білий ферзь · a2 білий слон · b2 чорний слон · e2 чорна тура · f2 білий пішак · h2 білий пішак | a8 білий кінь · b8 білий слон · d8 біла тура · e8 чорна тура · a7 чорний кінь · d7 чорний пішак · e7 чорний пішак · g7 чорний пішак · e6 чорний король · f6 білий пішак · g6 білий король · h6 білий пішак · b5 чорний пішак · h5 біла тура · c4 чорний ферзь · g4 білий кінь · e3 білий пішак · h3 білий ферзь · a2 білий слон · b2 чорний слон · e2 чорна тура · f2 білий пішак · h2 білий пішак | a8 білий кінь · b8 білий слон · d8 біла тура · e8 чорна тура · a7 чорний кінь · d7 чорний пішак · e7 чорний пішак · g7 чорний пішак · e6 чорний король · f6 білий пішак · g6 білий король · h6 білий пішак · b5 чорний пішак · h5 біла тура · c4 чорний ферзь · g4 білий кінь · e3 білий пішак · h3 білий ферзь · a2 білий слон · b2 чорний слон · e2 чорна тура · f2 білий пішак · h2 білий пішак | a8 білий кінь · b8 білий слон · d8 біла тура · e8 чорна тура · a7 чорний кінь · d7 чорний пішак · e7 чорний пішак · g7 чорний пішак · e6 чорний король · f6 білий пішак · g6 білий король · h6 білий пішак · b5 чорний пішак · h5 біла тура · c4 чорний ферзь · g4 білий кінь · e3 білий пішак · h3 білий ферзь · a2 білий слон · b2 чорний слон · e2 чорна тура · f2 білий пішак · h2 білий пішак | a8 білий кінь · b8 білий слон · d8 біла тура · e8 чорна тура · a7 чорний кінь · d7 чорний пішак · e7 чорний пішак · g7 чорний пішак · e6 чорний король · f6 білий пішак · g6 білий король · h6 білий пішак · b5 чорний пішак · h5 біла тура · c4 чорний ферзь · g4 білий кінь · e3 білий пішак · h3 білий ферзь · a2 білий слон · b2 чорний слон · e2 чорна тура · f2 білий пішак · h2 білий пішак | a8 білий кінь · b8 білий слон · d8 біла тура · e8 чорна тура · a7 чорний кінь · d7 чорний пішак · e7 чорний пішак · g7 чорний пішак · e6 чорний король · f6 білий пішак · g6 білий король · h6 білий пішак · b5 чорний пішак · h5 біла тура · c4 чорний ферзь · g4 білий кінь · e3 білий пішак · h3 білий ферзь · a2 білий слон · b2 чорний слон · e2 чорна тура · f2 білий пішак · h2 білий пішак | a8 білий кінь · b8 білий слон · d8 біла тура · e8 чорна тура · a7 чорний кінь · d7 чорний пішак · e7 чорний пішак · g7 чорний пішак · e6 чорний король · f6 білий пішак · g6 білий король · h6 білий пішак · b5 чорний пішак · h5 біла тура · c4 чорний ферзь · g4 білий кінь · e3 білий пішак · h3 білий ферзь · a2 білий слон · b2 чорний слон · e2 чорна тура · f2 білий пішак · h2 білий пішак | 8 |
| 7 | a8 білий кінь · b8 білий слон · d8 біла тура · e8 чорна тура · a7 чорний кінь · d7 чорний пішак · e7 чорний пішак · g7 чорний пішак · e6 чорний король · f6 білий пішак · g6 білий король · h6 білий пішак · b5 чорний пішак · h5 біла тура · c4 чорний ферзь · g4 білий кінь · e3 білий пішак · h3 білий ферзь · a2 білий слон · b2 чорний слон · e2 чорна тура · f2 білий пішак · h2 білий пішак | a8 білий кінь · b8 білий слон · d8 біла тура · e8 чорна тура · a7 чорний кінь · d7 чорний пішак · e7 чорний пішак · g7 чорний пішак · e6 чорний король · f6 білий пішак · g6 білий король · h6 білий пішак · b5 чорний пішак · h5 біла тура · c4 чорний ферзь · g4 білий кінь · e3 білий пішак · h3 білий ферзь · a2 білий слон · b2 чорний слон · e2 чорна тура · f2 білий пішак · h2 білий пішак | a8 білий кінь · b8 білий слон · d8 біла тура · e8 чорна тура · a7 чорний кінь · d7 чорний пішак · e7 чорний пішак · g7 чорний пішак · e6 чорний король · f6 білий пішак · g6 білий король · h6 білий пішак · b5 чорний пішак · h5 біла тура · c4 чорний ферзь · g4 білий кінь · e3 білий пішак · h3 білий ферзь · a2 білий слон · b2 чорний слон · e2 чорна тура · f2 білий пішак · h2 білий пішак | a8 білий кінь · b8 білий слон · d8 біла тура · e8 чорна тура · a7 чорний кінь · d7 чорний пішак · e7 чорний пішак · g7 чорний пішак · e6 чорний король · f6 білий пішак · g6 білий король · h6 білий пішак · b5 чорний пішак · h5 біла тура · c4 чорний ферзь · g4 білий кінь · e3 білий пішак · h3 білий ферзь · a2 білий слон · b2 чорний слон · e2 чорна тура · f2 білий пішак · h2 білий пішак | a8 білий кінь · b8 білий слон · d8 біла тура · e8 чорна тура · a7 чорний кінь · d7 чорний пішак · e7 чорний пішак · g7 чорний пішак · e6 чорний король · f6 білий пішак · g6 білий король · h6 білий пішак · b5 чорний пішак · h5 біла тура · c4 чорний ферзь · g4 білий кінь · e3 білий пішак · h3 білий ферзь · a2 білий слон · b2 чорний слон · e2 чорна тура · f2 білий пішак · h2 білий пішак | a8 білий кінь · b8 білий слон · d8 біла тура · e8 чорна тура · a7 чорний кінь · d7 чорний пішак · e7 чорний пішак · g7 чорний пішак · e6 чорний король · f6 білий пішак · g6 білий король · h6 білий пішак · b5 чорний пішак · h5 біла тура · c4 чорний ферзь · g4 білий кінь · e3 білий пішак · h3 білий ферзь · a2 білий слон · b2 чорний слон · e2 чорна тура · f2 білий пішак · h2 білий пішак | a8 білий кінь · b8 білий слон · d8 біла тура · e8 чорна тура · a7 чорний кінь · d7 чорний пішак · e7 чорний пішак · g7 чорний пішак · e6 чорний король · f6 білий пішак · g6 білий король · h6 білий пішак · b5 чорний пішак · h5 біла тура · c4 чорний ферзь · g4 білий кінь · e3 білий пішак · h3 білий ферзь · a2 білий слон · b2 чорний слон · e2 чорна тура · f2 білий пішак · h2 білий пішак | a8 білий кінь · b8 білий слон · d8 біла тура · e8 чорна тура · a7 чорний кінь · d7 чорний пішак · e7 чорний пішак · g7 чорний пішак · e6 чорний король · f6 білий пішак · g6 білий король · h6 білий пішак · b5 чорний пішак · h5 біла тура · c4 чорний ферзь · g4 білий кінь · e3 білий пішак · h3 білий ферзь · a2 білий слон · b2 чорний слон · e2 чорна тура · f2 білий пішак · h2 білий пішак | 7 |
| 6 | a8 білий кінь · b8 білий слон · d8 біла тура · e8 чорна тура · a7 чорний кінь · d7 чорний пішак · e7 чорний пішак · g7 чорний пішак · e6 чорний король · f6 білий пішак · g6 білий король · h6 білий пішак · b5 чорний пішак · h5 біла тура · c4 чорний ферзь · g4 білий кінь · e3 білий пішак · h3 білий ферзь · a2 білий слон · b2 чорний слон · e2 чорна тура · f2 білий пішак · h2 білий пішак | a8 білий кінь · b8 білий слон · d8 біла тура · e8 чорна тура · a7 чорний кінь · d7 чорний пішак · e7 чорний пішак · g7 чорний пішак · e6 чорний король · f6 білий пішак · g6 білий король · h6 білий пішак · b5 чорний пішак · h5 біла тура · c4 чорний ферзь · g4 білий кінь · e3 білий пішак · h3 білий ферзь · a2 білий слон · b2 чорний слон · e2 чорна тура · f2 білий пішак · h2 білий пішак | a8 білий кінь · b8 білий слон · d8 біла тура · e8 чорна тура · a7 чорний кінь · d7 чорний пішак · e7 чорний пішак · g7 чорний пішак · e6 чорний король · f6 білий пішак · g6 білий король · h6 білий пішак · b5 чорний пішак · h5 біла тура · c4 чорний ферзь · g4 білий кінь · e3 білий пішак · h3 білий ферзь · a2 білий слон · b2 чорний слон · e2 чорна тура · f2 білий пішак · h2 білий пішак | a8 білий кінь · b8 білий слон · d8 біла тура · e8 чорна тура · a7 чорний кінь · d7 чорний пішак · e7 чорний пішак · g7 чорний пішак · e6 чорний король · f6 білий пішак · g6 білий король · h6 білий пішак · b5 чорний пішак · h5 біла тура · c4 чорний ферзь · g4 білий кінь · e3 білий пішак · h3 білий ферзь · a2 білий слон · b2 чорний слон · e2 чорна тура · f2 білий пішак · h2 білий пішак | a8 білий кінь · b8 білий слон · d8 біла тура · e8 чорна тура · a7 чорний кінь · d7 чорний пішак · e7 чорний пішак · g7 чорний пішак · e6 чорний король · f6 білий пішак · g6 білий король · h6 білий пішак · b5 чорний пішак · h5 біла тура · c4 чорний ферзь · g4 білий кінь · e3 білий пішак · h3 білий ферзь · a2 білий слон · b2 чорний слон · e2 чорна тура · f2 білий пішак · h2 білий пішак | a8 білий кінь · b8 білий слон · d8 біла тура · e8 чорна тура · a7 чорний кінь · d7 чорний пішак · e7 чорний пішак · g7 чорний пішак · e6 чорний король · f6 білий пішак · g6 білий король · h6 білий пішак · b5 чорний пішак · h5 біла тура · c4 чорний ферзь · g4 білий кінь · e3 білий пішак · h3 білий ферзь · a2 білий слон · b2 чорний слон · e2 чорна тура · f2 білий пішак · h2 білий пішак | a8 білий кінь · b8 білий слон · d8 біла тура · e8 чорна тура · a7 чорний кінь · d7 чорний пішак · e7 чорний пішак · g7 чорний пішак · e6 чорний король · f6 білий пішак · g6 білий король · h6 білий пішак · b5 чорний пішак · h5 біла тура · c4 чорний ферзь · g4 білий кінь · e3 білий пішак · h3 білий ферзь · a2 білий слон · b2 чорний слон · e2 чорна тура · f2 білий пішак · h2 білий пішак | a8 білий кінь · b8 білий слон · d8 біла тура · e8 чорна тура · a7 чорний кінь · d7 чорний пішак · e7 чорний пішак · g7 чорний пішак · e6 чорний король · f6 білий пішак · g6 білий король · h6 білий пішак · b5 чорний пішак · h5 біла тура · c4 чорний ферзь · g4 білий кінь · e3 білий пішак · h3 білий ферзь · a2 білий слон · b2 чорний слон · e2 чорна тура · f2 білий пішак · h2 білий пішак | 6 |
| 5 | a8 білий кінь · b8 білий слон · d8 біла тура · e8 чорна тура · a7 чорний кінь · d7 чорний пішак · e7 чорний пішак · g7 чорний пішак · e6 чорний король · f6 білий пішак · g6 білий король · h6 білий пішак · b5 чорний пішак · h5 біла тура · c4 чорний ферзь · g4 білий кінь · e3 білий пішак · h3 білий ферзь · a2 білий слон · b2 чорний слон · e2 чорна тура · f2 білий пішак · h2 білий пішак | a8 білий кінь · b8 білий слон · d8 біла тура · e8 чорна тура · a7 чорний кінь · d7 чорний пішак · e7 чорний пішак · g7 чорний пішак · e6 чорний король · f6 білий пішак · g6 білий король · h6 білий пішак · b5 чорний пішак · h5 біла тура · c4 чорний ферзь · g4 білий кінь · e3 білий пішак · h3 білий ферзь · a2 білий слон · b2 чорний слон · e2 чорна тура · f2 білий пішак · h2 білий пішак | a8 білий кінь · b8 білий слон · d8 біла тура · e8 чорна тура · a7 чорний кінь · d7 чорний пішак · e7 чорний пішак · g7 чорний пішак · e6 чорний король · f6 білий пішак · g6 білий король · h6 білий пішак · b5 чорний пішак · h5 біла тура · c4 чорний ферзь · g4 білий кінь · e3 білий пішак · h3 білий ферзь · a2 білий слон · b2 чорний слон · e2 чорна тура · f2 білий пішак · h2 білий пішак | a8 білий кінь · b8 білий слон · d8 біла тура · e8 чорна тура · a7 чорний кінь · d7 чорний пішак · e7 чорний пішак · g7 чорний пішак · e6 чорний король · f6 білий пішак · g6 білий король · h6 білий пішак · b5 чорний пішак · h5 біла тура · c4 чорний ферзь · g4 білий кінь · e3 білий пішак · h3 білий ферзь · a2 білий слон · b2 чорний слон · e2 чорна тура · f2 білий пішак · h2 білий пішак | a8 білий кінь · b8 білий слон · d8 біла тура · e8 чорна тура · a7 чорний кінь · d7 чорний пішак · e7 чорний пішак · g7 чорний пішак · e6 чорний король · f6 білий пішак · g6 білий король · h6 білий пішак · b5 чорний пішак · h5 біла тура · c4 чорний ферзь · g4 білий кінь · e3 білий пішак · h3 білий ферзь · a2 білий слон · b2 чорний слон · e2 чорна тура · f2 білий пішак · h2 білий пішак | a8 білий кінь · b8 білий слон · d8 біла тура · e8 чорна тура · a7 чорний кінь · d7 чорний пішак · e7 чорний пішак · g7 чорний пішак · e6 чорний король · f6 білий пішак · g6 білий король · h6 білий пішак · b5 чорний пішак · h5 біла тура · c4 чорний ферзь · g4 білий кінь · e3 білий пішак · h3 білий ферзь · a2 білий слон · b2 чорний слон · e2 чорна тура · f2 білий пішак · h2 білий пішак | a8 білий кінь · b8 білий слон · d8 біла тура · e8 чорна тура · a7 чорний кінь · d7 чорний пішак · e7 чорний пішак · g7 чорний пішак · e6 чорний король · f6 білий пішак · g6 білий король · h6 білий пішак · b5 чорний пішак · h5 біла тура · c4 чорний ферзь · g4 білий кінь · e3 білий пішак · h3 білий ферзь · a2 білий слон · b2 чорний слон · e2 чорна тура · f2 білий пішак · h2 білий пішак | a8 білий кінь · b8 білий слон · d8 біла тура · e8 чорна тура · a7 чорний кінь · d7 чорний пішак · e7 чорний пішак · g7 чорний пішак · e6 чорний король · f6 білий пішак · g6 білий король · h6 білий пішак · b5 чорний пішак · h5 біла тура · c4 чорний ферзь · g4 білий кінь · e3 білий пішак · h3 білий ферзь · a2 білий слон · b2 чорний слон · e2 чорна тура · f2 білий пішак · h2 білий пішак | 5 |
| 4 | a8 білий кінь · b8 білий слон · d8 біла тура · e8 чорна тура · a7 чорний кінь · d7 чорний пішак · e7 чорний пішак · g7 чорний пішак · e6 чорний король · f6 білий пішак · g6 білий король · h6 білий пішак · b5 чорний пішак · h5 біла тура · c4 чорний ферзь · g4 білий кінь · e3 білий пішак · h3 білий ферзь · a2 білий слон · b2 чорний слон · e2 чорна тура · f2 білий пішак · h2 білий пішак | a8 білий кінь · b8 білий слон · d8 біла тура · e8 чорна тура · a7 чорний кінь · d7 чорний пішак · e7 чорний пішак · g7 чорний пішак · e6 чорний король · f6 білий пішак · g6 білий король · h6 білий пішак · b5 чорний пішак · h5 біла тура · c4 чорний ферзь · g4 білий кінь · e3 білий пішак · h3 білий ферзь · a2 білий слон · b2 чорний слон · e2 чорна тура · f2 білий пішак · h2 білий пішак | a8 білий кінь · b8 білий слон · d8 біла тура · e8 чорна тура · a7 чорний кінь · d7 чорний пішак · e7 чорний пішак · g7 чорний пішак · e6 чорний король · f6 білий пішак · g6 білий король · h6 білий пішак · b5 чорний пішак · h5 біла тура · c4 чорний ферзь · g4 білий кінь · e3 білий пішак · h3 білий ферзь · a2 білий слон · b2 чорний слон · e2 чорна тура · f2 білий пішак · h2 білий пішак | a8 білий кінь · b8 білий слон · d8 біла тура · e8 чорна тура · a7 чорний кінь · d7 чорний пішак · e7 чорний пішак · g7 чорний пішак · e6 чорний король · f6 білий пішак · g6 білий король · h6 білий пішак · b5 чорний пішак · h5 біла тура · c4 чорний ферзь · g4 білий кінь · e3 білий пішак · h3 білий ферзь · a2 білий слон · b2 чорний слон · e2 чорна тура · f2 білий пішак · h2 білий пішак | a8 білий кінь · b8 білий слон · d8 біла тура · e8 чорна тура · a7 чорний кінь · d7 чорний пішак · e7 чорний пішак · g7 чорний пішак · e6 чорний король · f6 білий пішак · g6 білий король · h6 білий пішак · b5 чорний пішак · h5 біла тура · c4 чорний ферзь · g4 білий кінь · e3 білий пішак · h3 білий ферзь · a2 білий слон · b2 чорний слон · e2 чорна тура · f2 білий пішак · h2 білий пішак | a8 білий кінь · b8 білий слон · d8 біла тура · e8 чорна тура · a7 чорний кінь · d7 чорний пішак · e7 чорний пішак · g7 чорний пішак · e6 чорний король · f6 білий пішак · g6 білий король · h6 білий пішак · b5 чорний пішак · h5 біла тура · c4 чорний ферзь · g4 білий кінь · e3 білий пішак · h3 білий ферзь · a2 білий слон · b2 чорний слон · e2 чорна тура · f2 білий пішак · h2 білий пішак | a8 білий кінь · b8 білий слон · d8 біла тура · e8 чорна тура · a7 чорний кінь · d7 чорний пішак · e7 чорний пішак · g7 чорний пішак · e6 чорний король · f6 білий пішак · g6 білий король · h6 білий пішак · b5 чорний пішак · h5 біла тура · c4 чорний ферзь · g4 білий кінь · e3 білий пішак · h3 білий ферзь · a2 білий слон · b2 чорний слон · e2 чорна тура · f2 білий пішак · h2 білий пішак | a8 білий кінь · b8 білий слон · d8 біла тура · e8 чорна тура · a7 чорний кінь · d7 чорний пішак · e7 чорний пішак · g7 чорний пішак · e6 чорний король · f6 білий пішак · g6 білий король · h6 білий пішак · b5 чорний пішак · h5 біла тура · c4 чорний ферзь · g4 білий кінь · e3 білий пішак · h3 білий ферзь · a2 білий слон · b2 чорний слон · e2 чорна тура · f2 білий пішак · h2 білий пішак | 4 |
| 3 | a8 білий кінь · b8 білий слон · d8 біла тура · e8 чорна тура · a7 чорний кінь · d7 чорний пішак · e7 чорний пішак · g7 чорний пішак · e6 чорний король · f6 білий пішак · g6 білий король · h6 білий пішак · b5 чорний пішак · h5 біла тура · c4 чорний ферзь · g4 білий кінь · e3 білий пішак · h3 білий ферзь · a2 білий слон · b2 чорний слон · e2 чорна тура · f2 білий пішак · h2 білий пішак | a8 білий кінь · b8 білий слон · d8 біла тура · e8 чорна тура · a7 чорний кінь · d7 чорний пішак · e7 чорний пішак · g7 чорний пішак · e6 чорний король · f6 білий пішак · g6 білий король · h6 білий пішак · b5 чорний пішак · h5 біла тура · c4 чорний ферзь · g4 білий кінь · e3 білий пішак · h3 білий ферзь · a2 білий слон · b2 чорний слон · e2 чорна тура · f2 білий пішак · h2 білий пішак | a8 білий кінь · b8 білий слон · d8 біла тура · e8 чорна тура · a7 чорний кінь · d7 чорний пішак · e7 чорний пішак · g7 чорний пішак · e6 чорний король · f6 білий пішак · g6 білий король · h6 білий пішак · b5 чорний пішак · h5 біла тура · c4 чорний ферзь · g4 білий кінь · e3 білий пішак · h3 білий ферзь · a2 білий слон · b2 чорний слон · e2 чорна тура · f2 білий пішак · h2 білий пішак | a8 білий кінь · b8 білий слон · d8 біла тура · e8 чорна тура · a7 чорний кінь · d7 чорний пішак · e7 чорний пішак · g7 чорний пішак · e6 чорний король · f6 білий пішак · g6 білий король · h6 білий пішак · b5 чорний пішак · h5 біла тура · c4 чорний ферзь · g4 білий кінь · e3 білий пішак · h3 білий ферзь · a2 білий слон · b2 чорний слон · e2 чорна тура · f2 білий пішак · h2 білий пішак | a8 білий кінь · b8 білий слон · d8 біла тура · e8 чорна тура · a7 чорний кінь · d7 чорний пішак · e7 чорний пішак · g7 чорний пішак · e6 чорний король · f6 білий пішак · g6 білий король · h6 білий пішак · b5 чорний пішак · h5 біла тура · c4 чорний ферзь · g4 білий кінь · e3 білий пішак · h3 білий ферзь · a2 білий слон · b2 чорний слон · e2 чорна тура · f2 білий пішак · h2 білий пішак | a8 білий кінь · b8 білий слон · d8 біла тура · e8 чорна тура · a7 чорний кінь · d7 чорний пішак · e7 чорний пішак · g7 чорний пішак · e6 чорний король · f6 білий пішак · g6 білий король · h6 білий пішак · b5 чорний пішак · h5 біла тура · c4 чорний ферзь · g4 білий кінь · e3 білий пішак · h3 білий ферзь · a2 білий слон · b2 чорний слон · e2 чорна тура · f2 білий пішак · h2 білий пішак | a8 білий кінь · b8 білий слон · d8 біла тура · e8 чорна тура · a7 чорний кінь · d7 чорний пішак · e7 чорний пішак · g7 чорний пішак · e6 чорний король · f6 білий пішак · g6 білий король · h6 білий пішак · b5 чорний пішак · h5 біла тура · c4 чорний ферзь · g4 білий кінь · e3 білий пішак · h3 білий ферзь · a2 білий слон · b2 чорний слон · e2 чорна тура · f2 білий пішак · h2 білий пішак | a8 білий кінь · b8 білий слон · d8 біла тура · e8 чорна тура · a7 чорний кінь · d7 чорний пішак · e7 чорний пішак · g7 чорний пішак · e6 чорний король · f6 білий пішак · g6 білий король · h6 білий пішак · b5 чорний пішак · h5 біла тура · c4 чорний ферзь · g4 білий кінь · e3 білий пішак · h3 білий ферзь · a2 білий слон · b2 чорний слон · e2 чорна тура · f2 білий пішак · h2 білий пішак | 3 |
| 2 | a8 білий кінь · b8 білий слон · d8 біла тура · e8 чорна тура · a7 чорний кінь · d7 чорний пішак · e7 чорний пішак · g7 чорний пішак · e6 чорний король · f6 білий пішак · g6 білий король · h6 білий пішак · b5 чорний пішак · h5 біла тура · c4 чорний ферзь · g4 білий кінь · e3 білий пішак · h3 білий ферзь · a2 білий слон · b2 чорний слон · e2 чорна тура · f2 білий пішак · h2 білий пішак | a8 білий кінь · b8 білий слон · d8 біла тура · e8 чорна тура · a7 чорний кінь · d7 чорний пішак · e7 чорний пішак · g7 чорний пішак · e6 чорний король · f6 білий пішак · g6 білий король · h6 білий пішак · b5 чорний пішак · h5 біла тура · c4 чорний ферзь · g4 білий кінь · e3 білий пішак · h3 білий ферзь · a2 білий слон · b2 чорний слон · e2 чорна тура · f2 білий пішак · h2 білий пішак | a8 білий кінь · b8 білий слон · d8 біла тура · e8 чорна тура · a7 чорний кінь · d7 чорний пішак · e7 чорний пішак · g7 чорний пішак · e6 чорний король · f6 білий пішак · g6 білий король · h6 білий пішак · b5 чорний пішак · h5 біла тура · c4 чорний ферзь · g4 білий кінь · e3 білий пішак · h3 білий ферзь · a2 білий слон · b2 чорний слон · e2 чорна тура · f2 білий пішак · h2 білий пішак | a8 білий кінь · b8 білий слон · d8 біла тура · e8 чорна тура · a7 чорний кінь · d7 чорний пішак · e7 чорний пішак · g7 чорний пішак · e6 чорний король · f6 білий пішак · g6 білий король · h6 білий пішак · b5 чорний пішак · h5 біла тура · c4 чорний ферзь · g4 білий кінь · e3 білий пішак · h3 білий ферзь · a2 білий слон · b2 чорний слон · e2 чорна тура · f2 білий пішак · h2 білий пішак | a8 білий кінь · b8 білий слон · d8 біла тура · e8 чорна тура · a7 чорний кінь · d7 чорний пішак · e7 чорний пішак · g7 чорний пішак · e6 чорний король · f6 білий пішак · g6 білий король · h6 білий пішак · b5 чорний пішак · h5 біла тура · c4 чорний ферзь · g4 білий кінь · e3 білий пішак · h3 білий ферзь · a2 білий слон · b2 чорний слон · e2 чорна тура · f2 білий пішак · h2 білий пішак | a8 білий кінь · b8 білий слон · d8 біла тура · e8 чорна тура · a7 чорний кінь · d7 чорний пішак · e7 чорний пішак · g7 чорний пішак · e6 чорний король · f6 білий пішак · g6 білий король · h6 білий пішак · b5 чорний пішак · h5 біла тура · c4 чорний ферзь · g4 білий кінь · e3 білий пішак · h3 білий ферзь · a2 білий слон · b2 чорний слон · e2 чорна тура · f2 білий пішак · h2 білий пішак | a8 білий кінь · b8 білий слон · d8 біла тура · e8 чорна тура · a7 чорний кінь · d7 чорний пішак · e7 чорний пішак · g7 чорний пішак · e6 чорний король · f6 білий пішак · g6 білий король · h6 білий пішак · b5 чорний пішак · h5 біла тура · c4 чорний ферзь · g4 білий кінь · e3 білий пішак · h3 білий ферзь · a2 білий слон · b2 чорний слон · e2 чорна тура · f2 білий пішак · h2 білий пішак | a8 білий кінь · b8 білий слон · d8 біла тура · e8 чорна тура · a7 чорний кінь · d7 чорний пішак · e7 чорний пішак · g7 чорний пішак · e6 чорний король · f6 білий пішак · g6 білий король · h6 білий пішак · b5 чорний пішак · h5 біла тура · c4 чорний ферзь · g4 білий кінь · e3 білий пішак · h3 білий ферзь · a2 білий слон · b2 чорний слон · e2 чорна тура · f2 білий пішак · h2 білий пішак | 2 |
| 1 | a8 білий кінь · b8 білий слон · d8 біла тура · e8 чорна тура · a7 чорний кінь · d7 чорний пішак · e7 чорний пішак · g7 чорний пішак · e6 чорний король · f6 білий пішак · g6 білий король · h6 білий пішак · b5 чорний пішак · h5 біла тура · c4 чорний ферзь · g4 білий кінь · e3 білий пішак · h3 білий ферзь · a2 білий слон · b2 чорний слон · e2 чорна тура · f2 білий пішак · h2 білий пішак | a8 білий кінь · b8 білий слон · d8 біла тура · e8 чорна тура · a7 чорний кінь · d7 чорний пішак · e7 чорний пішак · g7 чорний пішак · e6 чорний король · f6 білий пішак · g6 білий король · h6 білий пішак · b5 чорний пішак · h5 біла тура · c4 чорний ферзь · g4 білий кінь · e3 білий пішак · h3 білий ферзь · a2 білий слон · b2 чорний слон · e2 чорна тура · f2 білий пішак · h2 білий пішак | a8 білий кінь · b8 білий слон · d8 біла тура · e8 чорна тура · a7 чорний кінь · d7 чорний пішак · e7 чорний пішак · g7 чорний пішак · e6 чорний король · f6 білий пішак · g6 білий король · h6 білий пішак · b5 чорний пішак · h5 біла тура · c4 чорний ферзь · g4 білий кінь · e3 білий пішак · h3 білий ферзь · a2 білий слон · b2 чорний слон · e2 чорна тура · f2 білий пішак · h2 білий пішак | a8 білий кінь · b8 білий слон · d8 біла тура · e8 чорна тура · a7 чорний кінь · d7 чорний пішак · e7 чорний пішак · g7 чорний пішак · e6 чорний король · f6 білий пішак · g6 білий король · h6 білий пішак · b5 чорний пішак · h5 біла тура · c4 чорний ферзь · g4 білий кінь · e3 білий пішак · h3 білий ферзь · a2 білий слон · b2 чорний слон · e2 чорна тура · f2 білий пішак · h2 білий пішак | a8 білий кінь · b8 білий слон · d8 біла тура · e8 чорна тура · a7 чорний кінь · d7 чорний пішак · e7 чорний пішак · g7 чорний пішак · e6 чорний король · f6 білий пішак · g6 білий король · h6 білий пішак · b5 чорний пішак · h5 біла тура · c4 чорний ферзь · g4 білий кінь · e3 білий пішак · h3 білий ферзь · a2 білий слон · b2 чорний слон · e2 чорна тура · f2 білий пішак · h2 білий пішак | a8 білий кінь · b8 білий слон · d8 біла тура · e8 чорна тура · a7 чорний кінь · d7 чорний пішак · e7 чорний пішак · g7 чорний пішак · e6 чорний король · f6 білий пішак · g6 білий король · h6 білий пішак · b5 чорний пішак · h5 біла тура · c4 чорний ферзь · g4 білий кінь · e3 білий пішак · h3 білий ферзь · a2 білий слон · b2 чорний слон · e2 чорна тура · f2 білий пішак · h2 білий пішак | a8 білий кінь · b8 білий слон · d8 біла тура · e8 чорна тура · a7 чорний кінь · d7 чорний пішак · e7 чорний пішак · g7 чорний пішак · e6 чорний король · f6 білий пішак · g6 білий король · h6 білий пішак · b5 чорний пішак · h5 біла тура · c4 чорний ферзь · g4 білий кінь · e3 білий пішак · h3 білий ферзь · a2 білий слон · b2 чорний слон · e2 чорна тура · f2 білий пішак · h2 білий пішак | a8 білий кінь · b8 білий слон · d8 біла тура · e8 чорна тура · a7 чорний кінь · d7 чорний пішак · e7 чорний пішак · g7 чорний пішак · e6 чорний король · f6 білий пішак · g6 білий король · h6 білий пішак · b5 чорний пішак · h5 біла тура · c4 чорний ферзь · g4 білий кінь · e3 білий пішак · h3 білий ферзь · a2 білий слон · b2 чорний слон · e2 чорна тура · f2 білий пішак · h2 білий пішак | 1 |
|   | a | b | c | d | e | f | g | h |   |

FEN: NB1Rr3/n2pp1p1/4kPKP/1p5R/2q3N1/4P2Q/Bb2rP1P/8
1. Bf4? - 2. Sc7# (A)
1. ... d5 2. Se5# (B), 1. ... Be5!
1. Rc5! - 2. Se5# (B)
1. ... d5 2. Sc7# (A) 
- — - — - — -
1. ... ef6 2. Rxe8#
1. ... gf6 2. Sxf6#
1. ... Rxe3 2. Sxe3#
1. ... Rxf2 2. Sxf2#
Тема ле Гранд проходить в синтезі з темою Вентури.